# Isabeau de Bavière
Isabeau de Bavière, née Isabeau de Wittelsbach-Ingolstadt (en haut-allemand : Elisabeth von Wittelsbach-Ingolstadt), née vers 1370 à Munich, dans le duché de Bavière-Landshut, et morte le 24 septembre 1435 à Paris, dans le royaume de France, est reine de France du 17 juillet 1385 au 21 octobre 1422 en tant qu'épouse de Charles VI. Issue de la puissante maison de Wittelsbach-Ingolstadt, elle est la fille aînée du duc Étienne III de Bavière et de son épouse Taddea Visconti, originaire d'une éminente famille noble qui règne sur la ville italienne de Milan. À environ quinze ans, Isabeau de Bavière est envoyée en France pour y épouser le roi Charles VI, avec lequel elle convole quelques jours après leur première rencontre.
Le couronnement d'Isabeau de Bavière est fastueusement organisé en 1389 et est suivi de son entrée triomphale à Paris. Dès 1392, Charles VI souffre de sa première crise de folie, qui l'écarte progressivement des affaires gouvernementales. Ces épisodes de démence apparaissent de manière irrégulière et sèment la confusion au sein de la cour. Le tristement célèbre « Bal des ardents », organisé par la reine en 1393, manque de provoquer la mort du roi, et fragilise encore son équilibre mental. Malgré ses demandes récurrentes pour écarter son épouse, Charles l'autorise fréquemment à agir en son nom. Isabeau devient de ce fait une régente officieuse au nom des dauphins, ses quatre  fils qui deviennent successivement héritiers du trône (Charles † 1401, Louis † 1415, Jean † 1417, et le futur Charles VII), et prend part au conseil royal, y exerçant pendant presque trente ans une autorité jusque-là inégalée pour une reine de France.
La maladie de Charles VI crée un vide politique qui aboutit finalement à la guerre civile entre Armagnacs et Bourguignons entre les partisans de son frère Louis Ier d'Orléans et les partisans des ducs de Bourgogne. Dans l'intérêt des dauphins, Isabeau change régulièrement d'alliance avec les deux factions : lorsqu'elle rejoint les Armagnacs, les Bourguignons l'accusent d'adultère avec le duc d'Orléans, tandis qu'elle est chassée de Paris et emprisonnée par les Armagnacs lorsqu'elle traite avec les Bourguignons. En 1407, le duc Jean Ier de Bourgogne ordonne l'assassinat de Louis d'Orléans, ce qui déclenche les hostilités entre les deux partis. La situation se complexifie en 1419, quand, à l'instigation des Armagnacs, le dauphin Charles orchestre l'assassinat du duc de Bourgogne.
L'assassinat de son allié sur ordre de son propre fils provoque la rupture définitive entre Isabeau de Bavière et ce dernier. La reine négocie dès lors avec le roi Henri V d'Angleterre, qui a profité du conflit entre les Armagnacs et les Bourguignons pour réinitialiser en 1415 la guerre de Cent Ans et entamer une conquête méthodique du Nord du royaume de France. Les tractations entre Henri V, Isabeau et les Bourguignons aboutissent en 1420 à la signature du traité de Troyes, qui prive le dauphin de ses droits au trône et promet à Henri V la couronne de France à la mort de Charles VI. Après le trépas de son époux en 1422, Isabeau de Bavière s'établit définitivement à Paris, désormais aux mains des Anglais et mène une existence retirée jusqu'à sa mort en 1435.
De son vivant déjà, Isabeau de Bavière a été sévèrement critiquée pour son train de vie dispendieux et ses infidélités supposées. Commencé sous les meilleurs auspices, son époque est effectivement l'une des plus sombres de l'Histoire du royaume de France, qui n'est sauvé du désastre qu'après la patiente reconquête menée par son fils Charles VII et ses officiers. Jusqu'au XIXe siècle, l'historiographie a fait d'Isabeau l'archétype de la mauvaise reine. Pourtant, depuis le XXe siècle, les historiens ont réexaminé les différentes descriptions contemporaines de son règne et concluent que, même si son action à la tête du royaume a été catastrophique, de nombreux éléments de sa réputation sont exagérés et proviennent de l'ambiance factieuse et de la propagande conçue par les partisans de Charles VII.

## Biographie

### Origines et mariage
Isabeau de Bavière est la fille aînée d'Étienne III de Bavière, duc de Bavière-Ingolstadt, et de Taddea Visconti, fille de Barnabé Visconti, seigneur de Milan, qui lui a apporté un douaire considérable, estimé à 100 000 ducats. Elle descend du côte paternel de l'empereur des Romains Louis IV et voit le jour au moment où la Bavière est l'un des États les plus puissants du Saint-Empire romain germanique,,. Isabeau est probablement née à Munich, où elle est baptisée en la cathédrale Notre-Dame sous le nom d'Élisabeth,,. Au moment des pourparlers diplomatiques préparant le mariage de sa fille (mariage forcé)[Quoi ?] avec Charles VI, Étienne III de Bavière-Ingolstadt se montre évasif tant sur la ville et l'année de naissance de sa fille, situant son âge entre treize ou quatorze ans. Cependant, d'autres sources, notamment Jean Froissart, laissent à penser qu'Isabeau pourrait avoir seize ans lorsqu'elle est demandée en mariage pour le compte du roi de France, ce qui situerait sa date de naissance vers 1370. L'enfance d'Isabeau demeure complètement méconnue jusqu'en août 1383, lorsque son oncle paternel Frédéric, duc de Bavière-Landshut, suggère qu'elle épouse le roi Charles VI de France. Le projet est une nouvelle fois envisagé en avril 1385, lorsque le duc Philippe II de Bourgogne, oncle et régent du jeune Charles VI, se lance dans une politique d'alliances matrimoniales à travers toute l'Europe, afin de conforter sa propre puissance et de renflouer le Trésor royal. Le 12 avril 1385, il marie respectivement à Cambrai son fils aîné Jean et sa fille Marguerite avec Marguerite et Guillaume, les enfants d'Albert Ier de Bavière-Straubing, un oncle d'Étienne III de Bavière-Ingolstadt. Charles VI, qui a alors seize ans, participe aux tournois organisés pour célébrer les noces et est décrit par les contemporains comme un jeune homme séduisant, en bonne forme physique, qui apprécie les joutes et la chasse, et semble enthousiaste à l'idée de se marier,. La question de l'envie d'Isabeau de se marier, donc de son consentement intime pourrait être soulevée.
Philippe II de Bourgogne étudie longuement l'idée d'une alliance du royaume de France avec le Saint-Empire romain germanique, qui se révélerait idéale contre le royaume d'Angleterre dans le contexte de la guerre de Cent Ans. Étienne III de Bavière-Ingolstadt accepte avec réticence d'envoyer sa fille Isabeau en France pour qu'elle soit envisagée comme une possible reine de France. Accompagnée de son oncle Frédéric, Isabeau qui n'est pas informée des intentions de son père, qui a exigé qu'elle n'en soit pas tenue au courant, croit initialement que ce voyage vers la France constitue un pèlerinage vers la ville d'Amiens. Avant de rejoindre Amiens, Isabeau marque une étape dans le comté de Hainaut, où elle demeure pendant un mois auprès de son grand-oncle Albert Ier de Bavière-Straubing et son épouse Marguerite de Brzeg, qui lui apprend l'étiquette de la cour de France et lui fait abandonner ses tenues bavaroises au profit de celles alors en vogue en France. Le 13 juillet 1385, Isabeau de Bavière arrive à Amiens pour être présentée à Charles VI,. Auparavant, son père a refusé qu'elle soit examinée par des matrones comme c'est alors l'usage en France, refusant l'humiliation d'un examen pré-nuptial à sa fille et le risque d'un renvoi en Bavière si d'aventure on lui trouve des défauts physiques.

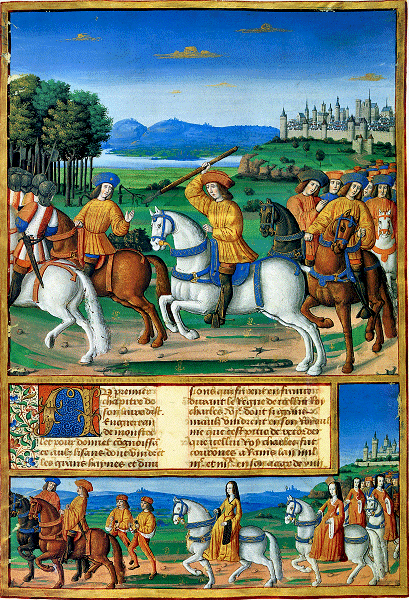
Charles VI en train de chasser, pendant qu'Isabeau de Bavière le suit sur un palefroi. Miniature du Maître de Spencer 6, tirée de la Chronique d'Enguerrand de Monstrelet, vers 1493-1500.

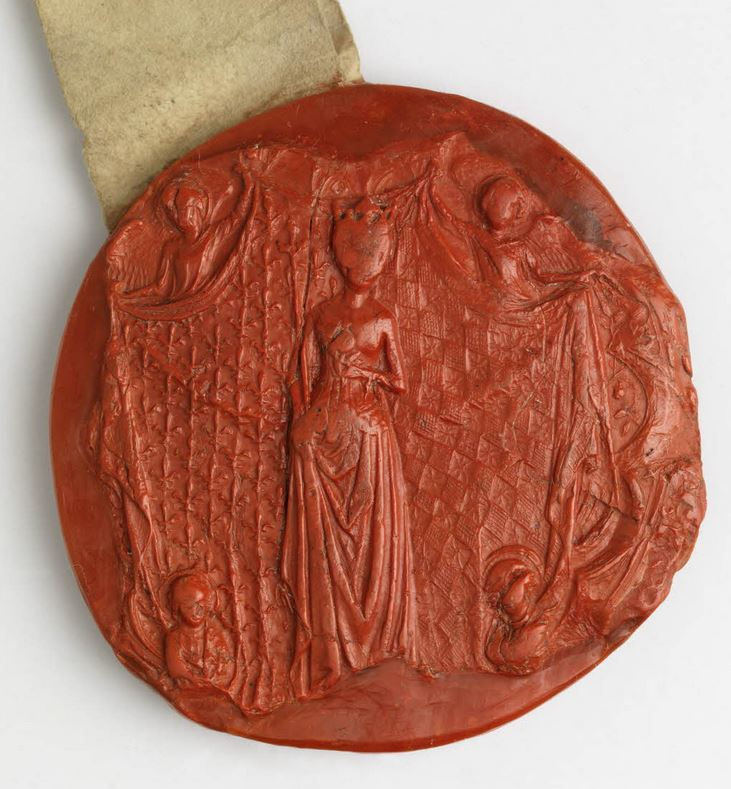
Sceau avers d'Isabeau de Bavière, conservé aux Archives nationales. Il représente la reine couronnée en pied et tenant son sceptre, quatre anges tenant derrière elle une tenture aux armoiries de France et de Bavière.

Jean Froissart décrit dans ses Chroniques la rencontre, lors de laquelle Isabeau affiche un comportement parfait selon les normes de son époque. Des dispositions ont été prises pour que Charles et Isabeau se marient à Arras, mais lors de la première rencontre, le roi de France a senti « le bonheur et l'amour entrer dans son cœur, car il a vu qu'elle était belle et jeune, et il a donc grandement désiré la regarder et la posséder »,.  
Bien qu'elle ne parle pas encore français, Charles VI se montre pressé que les noces soient conclues et convole avec Isabeau quatre jours après leur rencontre alors qu'elle est encore adolescente. Charles VI semble sincèrement aimer sa jeune épouse et lui prodigue de multiples présents. Ainsi, à l'occasion des étrennes du 1er janvier 1386, il lui offre une selle de palefroi de velours rouge garnie de cuivre et décorée d'un K et d'un E entrelacés (pour Karol et Elisabeth, leurs prénoms en haut-allemand). Les oncles et régents du roi approuvent également l'union, que les chroniqueurs Jean Froissart et Michel Pintoin présentent comme enracinée dans le désir (unilatéral) et fondée sur la beauté d'Isabeau. Le lendemain du mariage, Charles VI part en campagne militaire contre la ville de Gand, pendant qu'Isabeau se rend à Creil pour vivre auprès de la reine douairière Blanche de Navarre, la veuve du roi de France Philippe VI, qui lui enseigne les traditions de la cour. En septembre 1385, Isabeau s'installe au château de Vincennes, où Charles VI la rejoint fréquemment pendant les premières années de leur mariage, et qui devient son lieu de résidence préféré.

### Couronnement
Le couronnement d'Isabeau de Bavière est fastueusement célébré le 23 août 1389 à Paris. Sa petite-cousine et belle-sœur Valentine Visconti, qui a épousé six jours auparavant Louis, duc de Touraine et frère cadet de Charles VI, arrive avec 1 300 chevaliers qui ont acheminé depuis Milan et à travers les Alpes des effets personnels luxueux, tels des livres et une harpe. Les nobles qui assistent à la procession précédant le couronnement de la reine sont magnifiquement vêtus dans des costumes avec des broderies en fil d'or et circulent dans des litières escortés par des chevaliers. Le duc Philippe II de Bourgogne se présente quant à lui à la cérémonie avec un doublet brodé de 40 moutons et 40 cygnes, chacun décoré d'une clochette en perles. La cour vit alors dans une période d'embellie, puisque Charles VI a renvoyé le 3 novembre 1388 ses oncles et régents Philippe II de Bourgogne et Jean de Berry du conseil royal pour leur train de vie dispendieux, a rappelé les conseillers de son père Charles V, surnommés « les Marmousets », et vient de conclure le 18 juin 1389 une trêve durable avec l'Angleterre.
La procession s'étend du matin au soir du 23 août 1389. Les rues de Paris sont bordées de tableaux vivants présentant des scènes des croisades, de la Déisis et des Portes du Paradis. Plus de mille bourgeois se tiennent le long du parcours ; d'un côté de la procession, ils sont vêtus de vert, tandis que ceux situés de l'autre le sont de rouge. La procession commence à la porte Saint-Denis, circule sous un dais d'étoffe bleu ciel sous lequel des enfants vêtus comme des anges chantent, et serpente dans la rue Saint-Denis avant d'arriver à la cathédrale Notre-Dame pour la cérémonie du couronnement,. Comme le souligne l'historienne américaine Barbara W. Tuchman, « il y avait tant de merveilles à voir et à admirer que c'est seulement le soir que la procession franchit le pont menant à Notre-Dame où le spectacle atteignit son point culminant ».
Alors qu'Isabeau traverse le Grand-Pont pour se rendre à Notre-Dame, une personne habillée en ange est descendue de l'église par des moyens mécaniques et « est passée par une ouverture des tentures de taffetas bleu avec des fleurs de lys dorées, qui recouvraient le pont, et a mis une couronne sur sa tête ». Cette personne a ensuite été remontée dans l'église, pendant qu'un acrobate portant deux bougies a marché le long d'une corde suspendue aux tours de la cathédrale jusqu'à la plus haute maison de la ville. Après le couronnement de la reine, la procession fait son retour de la cathédrale le long d'un parcours éclairé par 500 bougies et est accueillie par un festin royal et une suite de spectacles narratifs, dont une représentation de la guerre de Troie. Isabeau de Bavière, qui est à ce moment-là enceinte de sept mois, manque de s'évanouir de chaleur le premier des cinq jours de festivités. Pour payer ces événements extravagants, des taxes sont par la suite levées à Paris, deux mois après la conclusion des célébrations,.

### Maladie deCharlesVI

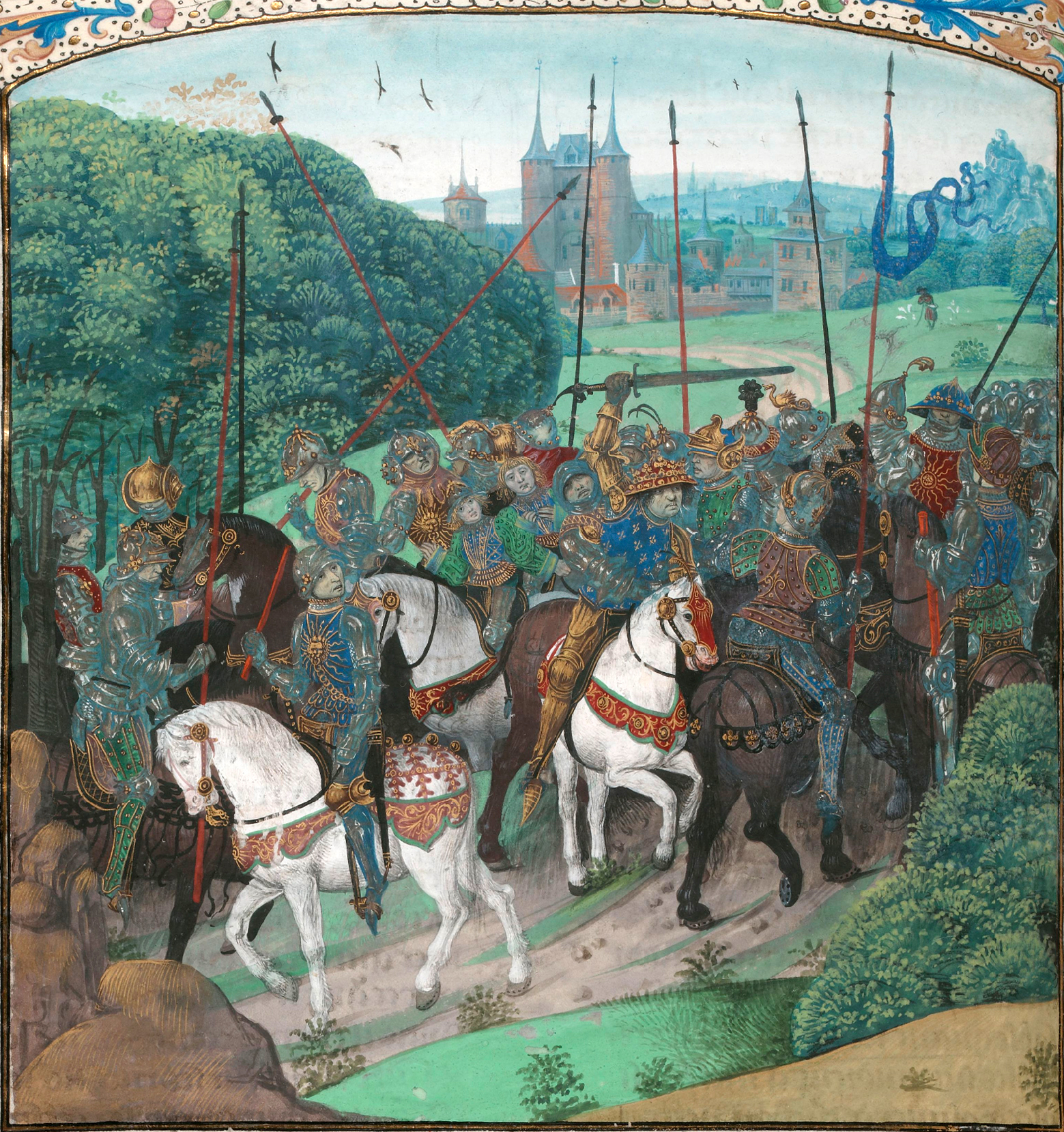
Charles VI frappé de démence dans la forêt du Mans. Miniature tirée des Chroniques de Jean Froissart, XVe siècle.

Le 5 août 1392, alors qu'il mène une expédition punitive contre le duc Jean IV de Bretagne, Charles VI subit dans la forêt du Mans la première des nombreuses crises de folie qui le frapperont pendant le restant de ses jours. En cette forte journée, le roi, qui est dans un état fiévreux, attaque soudainement les chevaliers de sa suite ainsi que son frère Louis, duc d'Orléans. Si le frère du souverain parvient à échapper à ses attaques, en revanche quatre hommes perdent la vie sous les coups mortels de Charles,. La folie soudaine de Charles VI est diversement interprétée par les chroniqueurs contemporains : signe de colère et de châtiment divin pour certains, envoûtement pour d'autres. Les historiens modernes pensent que Charles aurait pu souffrir d'une schizophrénie paranoïde. Le roi, dans un état comateux, est ramené au Mans, où le médecin Guillaume de Harcigny l'examine longuement et lui fait reprendre conscience. Finalement, Charles est progressivement ramené à Paris au cours du mois de septembre 1392. Les ducs de Bourgogne et de Berry saisissent alors l'occasion pour reprendre en main la direction du gouvernement et reconstituent un conseil de régence, dont ils écartent immédiatement les Marmousets.
Guillaume de Harcigny recommande que la cour organise un programme de divertissements afin d'accélérer la guérison du roi. Un membre de la cour suggère alors à Charles VI de surprendre son épouse et les autres dames en se joignant à un groupe de courtisans qui se déguiseront en hommes sauvages et envahiront le bal masqué célébrant le mariage de Catherine de Fastaverin, une dame de compagnie de la reine, le 28 janvier 1393. Lors de ce spectacle, tristement connu sous le nom de « Bal des ardents », Charles manque d'être brûlé vif et n'est sauvé des flammes que grâce à la présence d'esprit de sa tante Jeanne, duchesse de Berry, tandis que quatre danseurs succombent à leurs blessures, provoquées par l'étincelle d'une torche apportée par le duc d'Orléans sur les costumes inflammables des danseurs. Le désastre ébranle la confiance en la capacité du roi à gouverner : les Parisiens considèrent l'événement comme une preuve de la décadence de la cour et menacent de se rebeller contre les membres influents de la cour. L'indignation du peuple contraint Charles VI et son frère Louis, qu'un chroniqueur contemporain accuse de tentative de régicide et de sorcellerie, à faire acte de pénitence,.

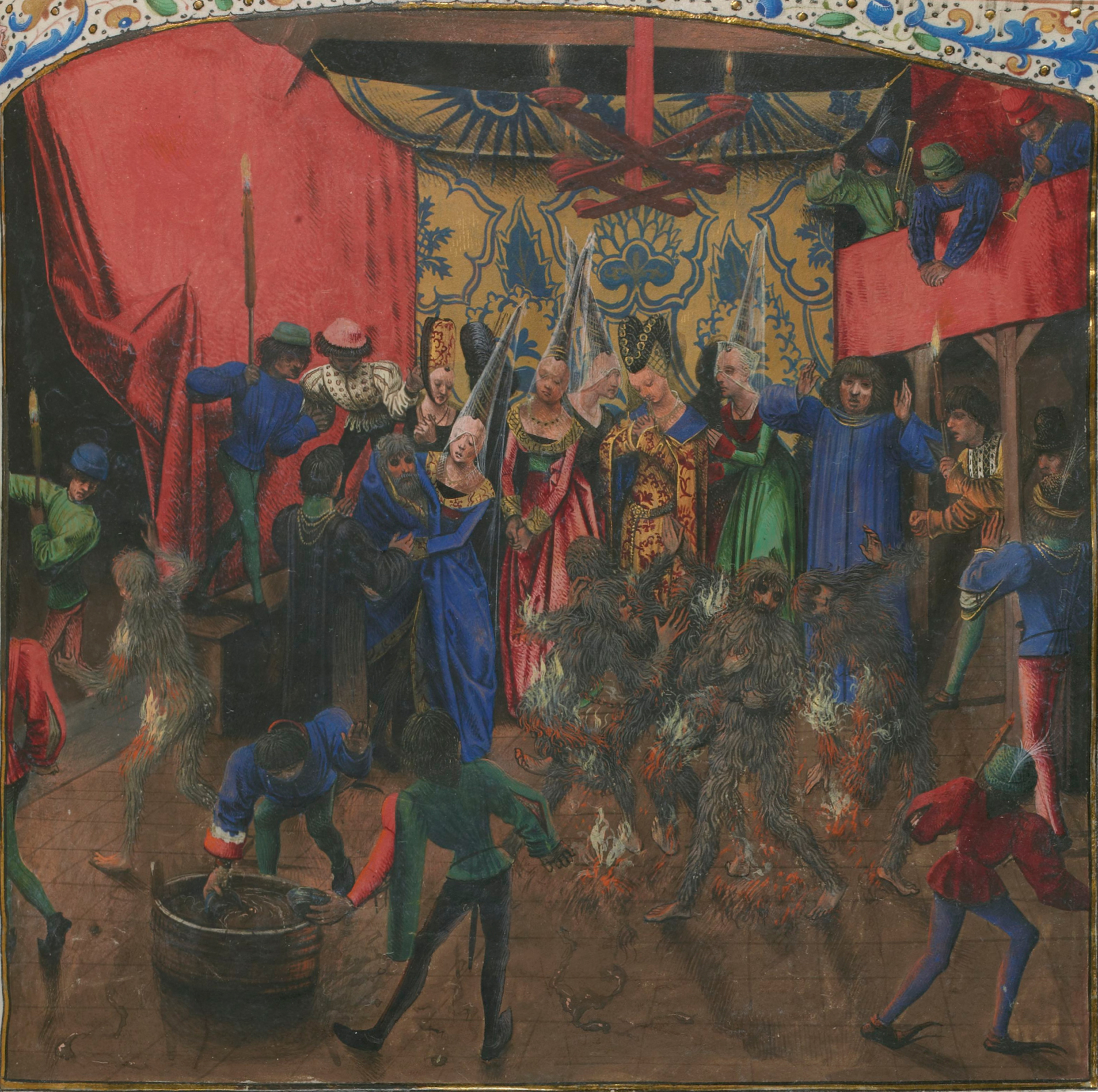
Charles VI secouru des flammes par sa tante Jeanne, duchesse de Berry, pendant le Bal des ardents. Miniature tirée des Chroniques de Jean Froissart, XVe siècle.

Au mois de juin 1393, Charles VI subit une seconde crise de folie, bien plus longue cette fois-ci que la première, puisqu'elle dure environ six mois. Elle établit un schéma périodique de rémissions et de rechutes assez stable qui va se maintenir pendant les trois décennies suivantes, à mesure que l'état du roi se détériore. Jean Froissart décrit pour sa part les épisodes de maladie comme si sévères que le roi « était loin du chemin ; aucun médicament ne pouvait l'aider », bien qu'il se soit remis de la première crise de démence en quelques semaines. Pendant les vingt premières années de sa maladie, Charles connaît des périodes de lucidité suffisamment longues pour qu'il continue à régner. Il est pourtant plusieurs fois suggéré de le placer sous le contrôle d'un régent qui le déchargera de ses devoirs, bien que des incertitudes et des débats apparaissent sur la question de savoir si une régence peut assumer pleinement le rôle d'un monarque vivant. Lorsque le roi se retrouve peu à peu dans l'incapacité totale de gouverner, au cours des années 1400, son frère Louis Ier d'Orléans et leur cousin Jean Ier de Bourgogne se présentent comme les candidats les plus aptes à prendre le contrôle du gouvernement.
Au moment où son époux commence à être frappé par cette sombre et mystérieuse maladie, Isabeau de Bavière n'a guère plus de vingt-deux ans, mais elle a déjà donné naissance à cinq enfants : les deux premiers sont morts en bas âge, tandis que les trois suivants survivent aux premières années de l'enfance, dont Charles, le second dauphin. Au plus fort de sa folie, Charles VI se révèle incapable de reconnaître son épouse et provoque chez celle-ci une grande détresse en exigeant qu'elle soit écartée de sa présence. Michel Pintoin remarque dans sa chronique : « Ce qui [...] afflige surtout [Isabeau de Bavière], c'est de voir comment, en toute occasion, le roi la repousse en chuchotant à son peuple : « Qui est cette femme qui me gêne ? Découvrez ce qu'elle veut et empêchez-la de m'ennuyer et de m'importuner. » » Au début des années 1400, alors que la maladie de Charles VI s'aggrave de plus en plus, Isabeau est accusée d'avoir abandonné son époux, notamment lorsqu'elle prend la décision de déménager et de s'établir à l'Hôtel Barbette vers 1401. L'historienne Rachel Gibbons suppose que ce déménagement est dû au fait qu'Isabeau veut alors prendre ses distances avec son époux et la maladie de ce dernier, et souligne qu'il serait « injuste de la blâmer si elle ne voulait pas vivre avec un fou ».
Étant donné que Charles VI ne reconnaît souvent plus son épouse lors de ses épisodes psychotiques et se retrouve bouleversé par sa présence, il est finalement jugé opportun de lui fournir une maîtresse. Le choix de la cour se porte sur Odette de Champdivers, la fille du maître d'écurie royal qui, selon Barbara W. Tuchman, aurait ressemblé à Isabeau de Bavière et été surnommée la « Petite Reine ». Odette de Champdivers remplit le rôle de concubine du roi à compter de 1405, avec le consentement d'Isabeau, et porte les vêtements de la reine dans le lit royal chaque nuit, ce qui empêche Charles VI de repérer la substitution. Toutefois, pendant ses phases de rémissions, le roi n'omet pas d'accomplir ses devoirs conjugaux avec son épouse et lui donne sept autres enfants entre 1393 et 1407, dont quatre fils. Le dernier accouchement de la reine survient le 10 novembre 1407 et les archives montrent que le couple royal partage la même couche après cette date. Les épisodes de maladie de Charles VI, qui se poursuivent jusqu'à sa mort en 1422, n'empêchent pas le couple royal de demeurer proche : ainsi, il s'échange des présents et des lettres pendant les périodes de lucidité du roi. L'historienne Tracy Adams suppose que l'attachement et la loyauté d'Isabeau de Bavière envers son époux sont évidents en raison des grands efforts qu'elle accomplit pour conserver la couronne pour ses fils dans les décennies qui suivent le début de la folie de Charles VI.

### Début d'implication politique
La vie d'Isabeau de Bavière à partir des crises de démence de Charles VI est bien documentée, probablement parce que la maladie de son époux l'a placée dans une position de pouvoir inhabituelle. Néanmoins, on sait peu de choses sur ses caractéristiques personnelles, et les historiens sont même en désaccord sur son apparence : elle est tantôt décrite comme « petite et brune », tantôt comme « grande et blonde ». Les chroniqueurs contemporains sont contradictoires, affirmant qu'elle est « soit belle et hypnotique, soit tellement obèse à cause de l'hydropisie qu'elle en était paralysée »,,. Bien qu'elle vive en France depuis son mariage, Isabeau parle français avec un fort accent allemand qui ne diminuera jamais, ce que Barbara W. Tuchman décrit comme lui donnant un aspect « étranger » à la cour française. Pour sa part, Tracy Adams dépeint Isabeau comme un diplomate talentueux qui a su naviguer à travers la politique de la cour avec aisance, grâce et charisme. Forcée d'assumer un rôle de plus en plus important dans le maintien de la paix au milieu d'une lutte de pouvoir croissante, qui va persister pendant de nombreuses années, Isabeau réussit à jouer, au même titre que Jean Ier de Berry et Louis II de Bourbon, un rôle consensuel auprès des différentes factions de la cour, profondément divisée entre Louis Ier d'Orléans et son oncle Philippe II de Bourgogne.

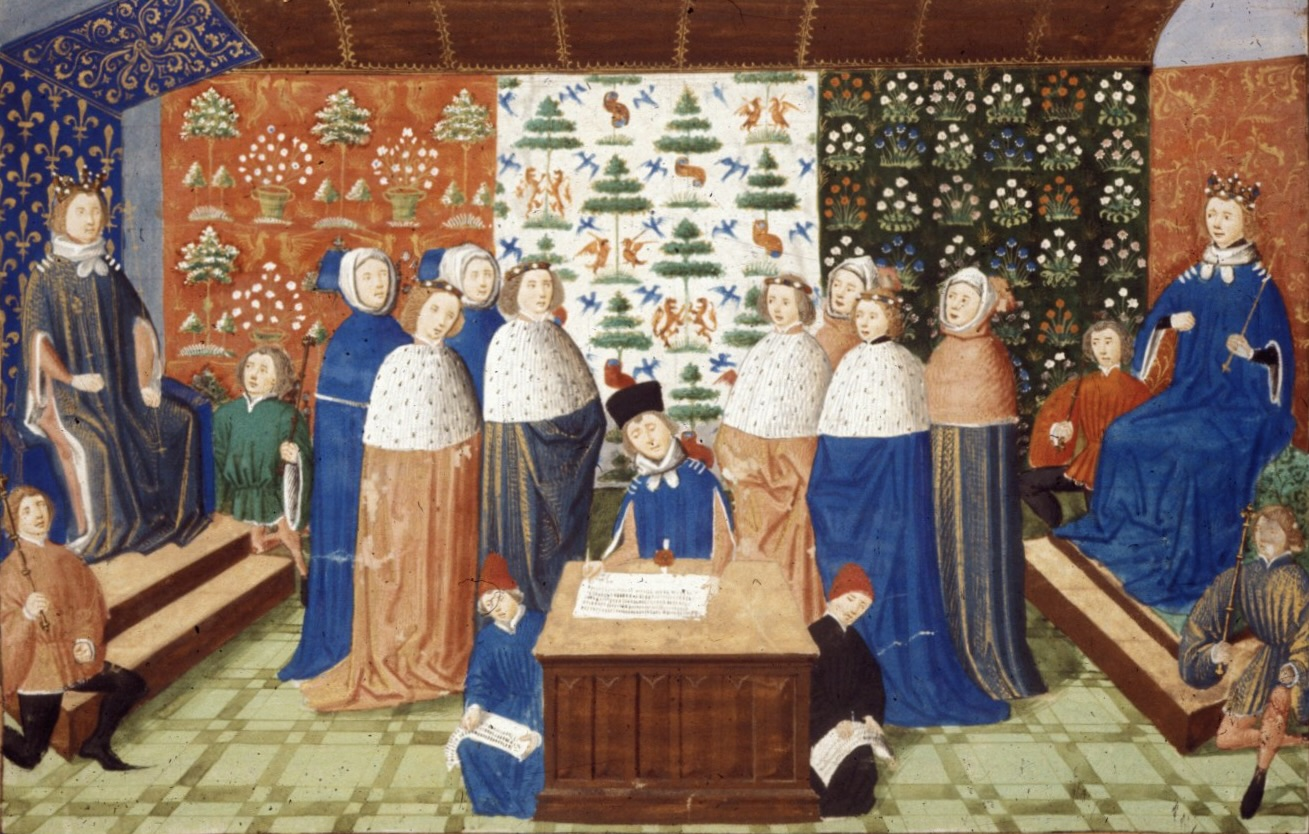
Signature d'une trêve entre Charles VI et Richard II en 1389. Miniature tirée des Chroniques de Jean Froissart, vers 1470-1472.

Dès la fin des années 1380, Isabeau de Bavière démontre qu'elle possède une forte influence diplomatique lorsqu'une délégation florentine lui demande d'intervenir politiquement contre le seigneur de Milan Jean Galéas Visconti,,. Tandis que Louis Ier d'Orléans et Philippe II de Bourgogne font partie de la faction pro-Visconti partisane d'une alliance avec Milan contre Florence, Isabeau de Bavière suit la ligne conduite par son frère Louis et Jean III d'Armagnac, qui promeut une politique anti-Visconti avec l'aide de Florence. Toutefois, à cette période politique lors de laquelle Charles VI n'a pas encore été frappé de démence, Isabeau n'a pas le pouvoir nécessaire pour influer sur la décision royale. Cependant, quelques années plus tard, au moment du mariage de sa fille aînée Isabelle avec Richard II d'Angleterre qui est célébré à Calais le 31 octobre 1396, Isabeau de Bavière négocie avec succès une alliance avec l'ambassadeur florentin Buonaccorso Pitti,, alors que Charles VI se fait lui-même remarquer en s'en prenant physiquement à un héraut ayant porté la livrée de Jean Galéas Visconti.
Au cours des années 1390, l'universitaire parisien Jean de Gerson forme un conseil pour mettre fin au Grand schisme d'Occident et, en reconnaissance de ses talents de négociatrice, place Isabeau de Bavière au sein de ce conseil. Les Français veulent alors que les papes d'Avignon et de Rome abdiquent en faveur d'une papauté unique à Rome : le pape Clément VII en Avignon salue la présence d'Isabeau, étant donné ses antécédents en tant que médiatrice. Toutefois, cet effort s'évanouit à la mort de Clément VII, survenue le 16 septembre 1394. Pendant sa brève convalescence à la même période, Charles VI s'arrange pour qu'Isabeau officie comme la « tutrice principale du dauphin » jusqu'à l'âge de treize ans, ce qui lui donne un pouvoir politique supplémentaire au sein du conseil de régence, et la nomme co-tuteur de leurs enfants, une position qu'elle partage avec les oncles et le frère du roi, ainsi que son propre frère Louis de Bavière, alors qu'il confie au duc d'Orléans le plein contrôle de la régence. En favorisant son épouse, Charles VI agit en vertu des lois promulguées par son père Charles V, qui donnent à la reine le pouvoir de protéger et d'éduquer l'héritier du trône. Mais ces nominations séparent le pouvoir entre Louis Ier d'Orléans et ses oncles, ce qui accroît la mauvaise volonté des différentes factions. Les années suivantes, alors que la maladie de Charles s'aggrave et se prolonge, Isabeau devient chef du conseil de régence, ce qui lui confère une autorité sur les ducs royaux et le connétable de France Philippe d'Artois, tout en la rendant vulnérable aux attaques des différentes factions de la cour.

### Montée des tensions
Pendant la maladie de Charles VI, Louis Ier d'Orléans devient suffisamment influent en tant que percepteur officiel des taxes pour convenir avec sa belle-sœur Isabeau de Bavière d'augmenter le niveau de taxation. En 1401, pendant l'une des absences du roi, le duc d'Orléans installe ses propres hommes pour collecter les revenus royaux, ce qui met en colère Philippe II de Bourgogne qui, en représailles, lève une armée et menace d'entrer dans Paris avec 600 hommes d'armes et 60 chevaliers. À cette époque, Isabeau intervient entre les ducs d'Orléans et de Bourgogne, et empêche les effusions de sang et le déclenchement d'une guerre civile. Le roi de France fait suffisamment confiance à son épouse en 1402 pour lui permettre d'arbitrer le conflit croissant entre les deux ducs et lui confie le contrôle du Trésor royal,. Après la mort de Philippe II de Bourgogne le 27 avril 1404, son fils et successeur Jean Ier poursuit les luttes politiques pour tenter d'accéder au Trésor. Les ducs d'Orléans, de Berry et de Bourbon pensent que le duc de Bourgogne essaie d'usurper le pouvoir afin de satisfaire ses propres intérêts. À cette époque, Isabeau s'allie au duc d'Orléans pour protéger les intérêts de la couronne et de ses enfants. De plus, elle se méfie du duc de Bourgogne qui, selon elle, s'est emparé d'un pouvoir auquel il ne devrait pas prétendre, puisqu'il est le cousin de Charles VI et non son frère, comme Louis Ier d'Orléans.

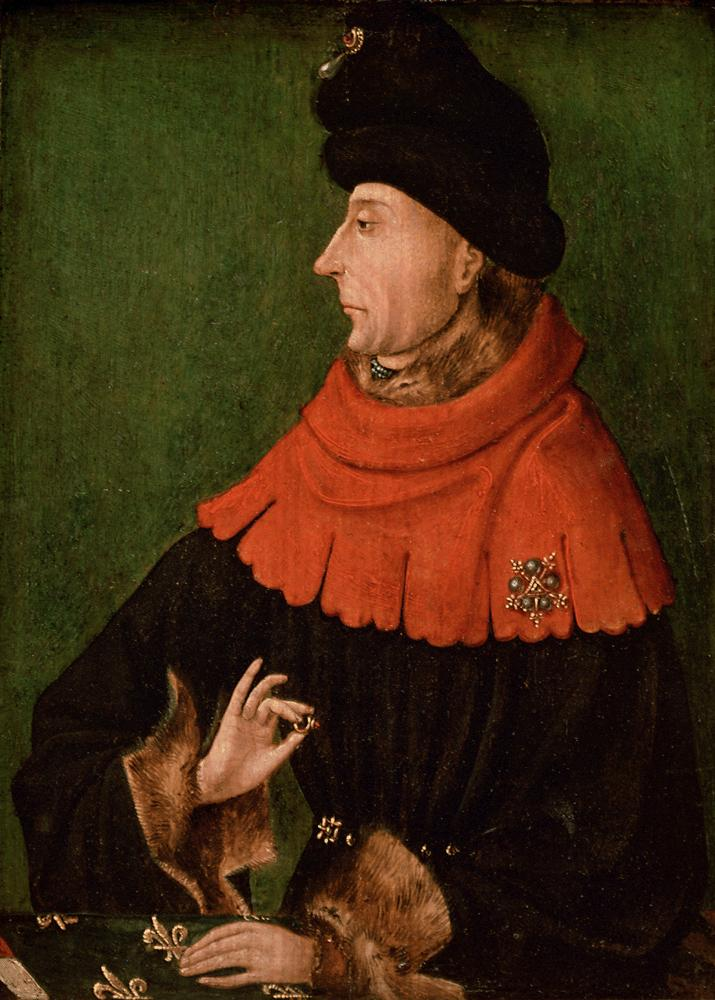
Jean Ier de Bourgogne, représenté ici dans un portrait contemporain, entre en conflit avec son cousin d'Orléans à partir de 1404.

Des rumeurs suggérant une liaison adultérine, de surcroît incestueuse, entre Isabeau de Bavière et son beau-frère Louis Ier d'Orléans commencent à circuler. La véracité de cette accusation a été remise en question par les historiens modernes, dont Rachel Gibbons, qui pense que la rumeur a pu être lancée contre Isabeau en représailles aux augmentations de taxes qu'elle et son beau-frère ont ordonnées en février 1405,. Le moine augustinien Jacques Legrand prêche à la même période un long sermon à la cour pour dénoncer les excès et la dépravation, en mentionnant la mode vestimentaire de la reine qui expose son large décolleté, et, même s'il refuse ouvertement d'offenser Isabeau, il la présente, ainsi que ses dames d'honneur, comme des « personnages furieux et vengeurs ». Jacques Legrand aurait même dit à la reine : « Si vous ne me croyez pas, sortez dans la ville déguisée en pauvre femme, et vous entendrez ce que tout le monde dit ». Le moine conclut son sermon en soutenant qu'elle a perdu tout contact avec ses sujets. Parallèlement au sermon de Legrand, un pamphlet politique satirique intitulé Songe Véritable, considéré aujourd'hui par les historiens comme de la propagande pro-bourguignonne, est publié et largement diffusé à Paris : il fait allusion aux relations de la reine avec son beau-frère.
Mécontent de la mauvaise gestion fiscale d'Isabeau de Bavière et de Louis Ier d'Orléans, Jean Ier de Bourgogne réclame à nouveau des fonds, en compensation de la perte des revenus royaux après la mort de son père,,, et lève une force de 1 000 chevaliers qui lui permet d'entrer à Paris en août 1405. La reine et le duc d'Orléans se retirent précipitamment à Melun, poursuivis par le duc de Bourgogne, qui intercepte le convoi amenant les enfants royaux à Melun et s'empare de la personne de Louis, le troisième dauphin. Le duc de Bourgogne renvoie immédiatement à Paris le dauphin, afin qu'il soit placé sous le contrôle de ses forces, mais le duc de Berry s'empresse de le libérer et de le prendre sous sa garde, au nom du conseil royal. L'incident, connu sous le nom d'« Enlèvement du dauphin », manque de provoquer une guerre civile : le duc d'Orléans lève rapidement une armée, tandis que le duc de Bourgogne encourage les Parisiens à se révolter, ce que ces derniers refusent en proclamant leur loyauté au roi et au dauphin, et que le duc de Berry est nommé capitaine général de la capitale et en verrouille les portes afin d'éviter une insurrection. Le 10 octobre 1405, Isabeau de Bavière s'engage dans la médiation du conflit, après y avoir été encouragée par la poétesse Christine de Pizan et le conseil royal. Charles VI, qui se trouve alors dans une de ses rares phases de lucidité, parvient à résoudre la crise politique en appelant son frère et son cousin à composer.

### Assassinat deLouisIerd'Orléans

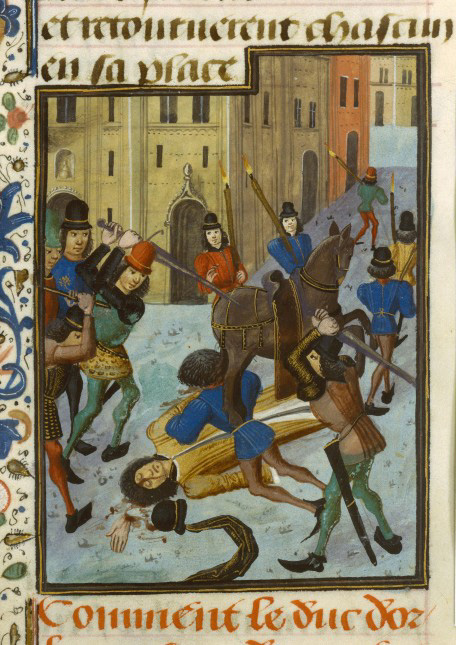
Jean Ier de Bourgogne ordonne l'assassinat de son cousin et rival d'Orléans en 1407. Enluminure du Maître de la Chronique d'Angleterre, vers 1470-1480.

Furieux de l'ascendant que prend son rival sur les finances et l'administration royales, Jean Ier de Bourgogne décide de prendre des mesures drastiques et de se débarrasser de lui. Le soir du 23 novembre 1407, en sortant de l'Hôtel Barbette où il vient de rendre visite à Isabeau de Bavière, Louis Ier d'Orléans est brutalement attaqué par des tueurs à gages recrutés par son cousin et lardé de coups d'épée, de hache et de massue. Avant de disparaître, les assassins lui tranchent la main, puis laissent le cadavre dans un caniveau,. Le duc de Bourgogne, qui nie d'abord son implication dans l'assassinat, admet rapidement que l'acte a été accompli pour l'honneur de la reine et prétend avoir voulu venger la monarchie de l'adultère présumé entre Isabeau et le duc d'Orléans. Le duc de Berry, choqué par les aveux de son neveu, le contraint à quitter la capitale alors que le conseil royal tente de réconcilier les maisons de Bourgogne et d'Orléans. Le 8 mars 1408, le théologien Jean Petit présente à la cour une longue justification du meurtre du duc d'Orléans, qualifié de tyrannicide : selon lui, en raison de la maladie de son frère, Louis Ier d'Orléans est devenu un tyran, a pratiqué la sorcellerie et la nécromancie, a été animé par la cupidité et a tenté de commettre un fratricide au cours du Bal des ardents. Charles VI, dans un état de folie pendant l'oraison, est persuadé de pardonner au duc de Bourgogne, mais il annule cette grâce en septembre 1408. 
Loin d'abattre l'opposition à son hégémonie, Jean Ier de Bourgogne ne parvient pas à réduire à néant l'agitation de ses adversaires. Pendant ce temps, Isabeau de Bavière fait patrouiller des troupes à Paris et, pour protéger le dauphin Louis, elle quitte à nouveau la capitale pour se réfugier à Melun, avant d'y retourner en août 1409 avec son fils. Le 31 décembre 1409, malgré son jeune âge, le dauphin de douze ans est nommé chef du conseil royal, afin de pouvoir gouverner en l'absence de sa mère. Pendant ces années tumultueuses, la plus grande préoccupation d'Isabeau de Bavière est d'assurer la sécurité de l'héritier au trône, qu'elle prépare à assumer les fonctions du roi. Dans ce but, la reine forme des alliances pour atteindre ces objectifs, d'autant qu'à ce moment-là, son influence est encore cruciale dans la lutte pour le pouvoir et son soutien permet de légitimer la prise de pouvoir par les deux partis en conflit. Dès lors, le contrôle physique d'Isabeau et de ses enfants devient important tant pour les partisans du duc de Bourgogne que ceux de Charles Ier d'Orléans, le fils aîné de Louis. De ce fait, la reine est fréquemment contrainte de changer de camp, ce qui lui vaut des critiques sévères de la part des deux camps : en effet, elle privilégie les Bourguignons à partir de la paix de Chartres le 9 mars 1409, avant de rallier les Orléanistes à la suite de la révolte des Cabochiens à l'été 1413.
Lors de la signature de la paix de Chartres, le duc de Bourgogne est réintégré au sein du conseil royal après une réconciliation publique avec le nouveau duc d'Orléans à la cathédrale Notre-Dame de Chartres, bien que les sujets de discorde entre les deux partis se poursuivent. En décembre 1409, au même moment où le dauphin est nommé chef du conseil, Isabeau de Bavière accorde sa tutelle au duc de Bourgogne, qui est de fait le maître de Paris depuis qu'il a fait mettre à mort le grand maître de France Jean de Montagu le 17 octobre précédent. À cette époque, le duc, qui contrôle la capitale et l'héritier du trône, est populaire à Paris en raison de son opposition passée aux taxes prélevées par Isabeau et Louis Ier d'Orléans. Les actions de la reine à l'égard du duc de Bourgogne irritent les partisans de Charles Ier d'Orléans qui, à l'automne 1410, marchent sur Paris pour arracher le dauphin à l'influence du duc de Bourgogne. Au même moment, des membres de l'Université de Paris, dont Jean de Gerson, proposent que tous les membres du conseil royal prenant part au conflit entre Orléanistes et Bourguignons soient déchus de leurs positions et écartés du pouvoir. Pour désamorcer les tensions avec les Bourguignons, un mariage est arrangé en juin 1409 entre Michelle, la quatrième fille de Charles VI et d'Isabeau de Bavière, avec Philippe, le fils et héritier de Jean Ier de Bourgogne. Avant la cérémonie, Isabeau négocie un traité avec le duc de Bourgogne dans lequel elle définit clairement la hiérarchie familiale et sa position par rapport au trône,. Parallèlement, le mariage du dauphin Louis et de Marguerite, l'une des filles du duc de Bourgogne, célébré le 31 août 1404, est enfin consommé.

### Guerre civile et invasion anglaise

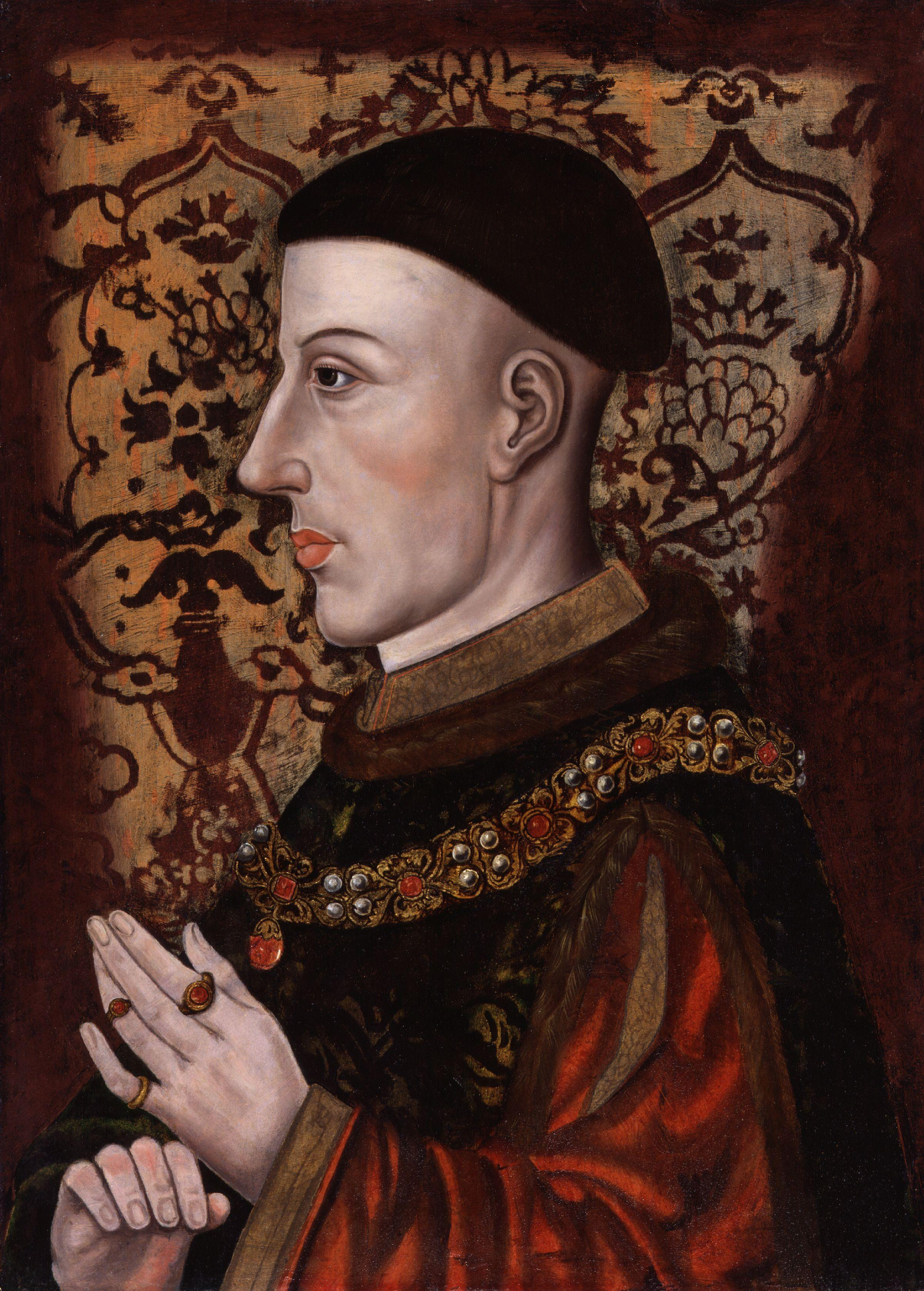
Portrait d'Henri V d'Angleterre datant du ou siècle.

Malgré les efforts d'Isabeau pour préserver la paix, la guerre civile entre Bourguignons et Armagnacs éclate véritablement au printemps 1411. Le duc de Bourgogne prend initialement l'avantage, mais le dauphin Louis commence à construire sa propre base de pouvoir : la poétesse Christine de Pizan n'hésite pas alors à le proclamer sauveur du royaume. Mais l'héritier du trône n'a pas le pouvoir et le soutien nécessaires pour vaincre son beau-père, qui fomente la révolte des Cabochiens à Paris entre avril et août 1413 : au cours du soulèvement, un groupe de bouchers pénètre dans l'Hôtel Barbette à la recherche de traîtres et arrête une quinzaine des dames de compagnie de la reine. En représailles contre les actions du duc de Bourgogne, le duc d'Orléans refuse à tous les membres de la famille royale l'accès aux fonds du Trésor royal, ce qui pousse Isabeau à s'allier avec lui et à prononcer le bannissement du conseil du duc de Bourgogne le 10 février 1414. En opposition à sa mère, le dauphin se réconcilie avec le duc de Bourgogne le 4 septembre lors de la paix d'Arras, bien que la reine le considère toujours imprudent et dangereux. Michel Pintoin rapporte dans ses chroniques que la reine est à cette date fermement partisane des Armagnacs, qui ont levé 60 000 hommes pour investir Paris et la Picardie.
Le roi Henri V d'Angleterre profite des turbulences en France pour négocier avec la cour des demandes exorbitantes afin d'acheter son soutien, mais ses demandes sont jugées irrationnelles et rejetées en avril 1415. Henri V débarque au mois d'août et mène le siège d'Harfleur, qui capitule un mois plus tard. Poursuivis par des troupes majoritairement composées d'Armagnacs, les Anglais leur infligent une défaite cuisante à Azincourt le 25 octobre 1415 grâce à l'efficacité de leurs archers : près d'une génération entière de chefs militaires est tuée ou faite prisonnière, à l'instar du duc d'Orléans. Pendant ce temps, le duc de Bourgogne reste neutre au cours de la chevauchée d'Henri V qui rentre en Angleterre sans problème. Deux mois après ce désastre, le 18 décembre 1415, le dauphin Louis meurt prématurément et laisse sa position d'héritier au trône à son frère Jean. Isabeau de Bavière se trouve alors en difficulté, car le nouveau dauphin, élevé auprès de son cousin Guillaume II de Bavière-Straubing et marié à sa fille Jacqueline, est partisan du duc de Bourgogne. Le duc de Bavière-Straubing refuse de l'envoyer à Paris pendant cette période tumultueuse, car les Bourguignons pillent la capitale et les Parisiens se révoltent contre une nouvelle vague d'augmentation des taxes initiée par Bernard VII d'Armagnac, nommé connétable de France par Charles VI. Isabeau tente d'intervenir en organisant une rencontre avec sa bru Jacqueline en mars 1416, mais le comte d'Armagnac l'empêche de négocier avec le duc de Bourgogne.

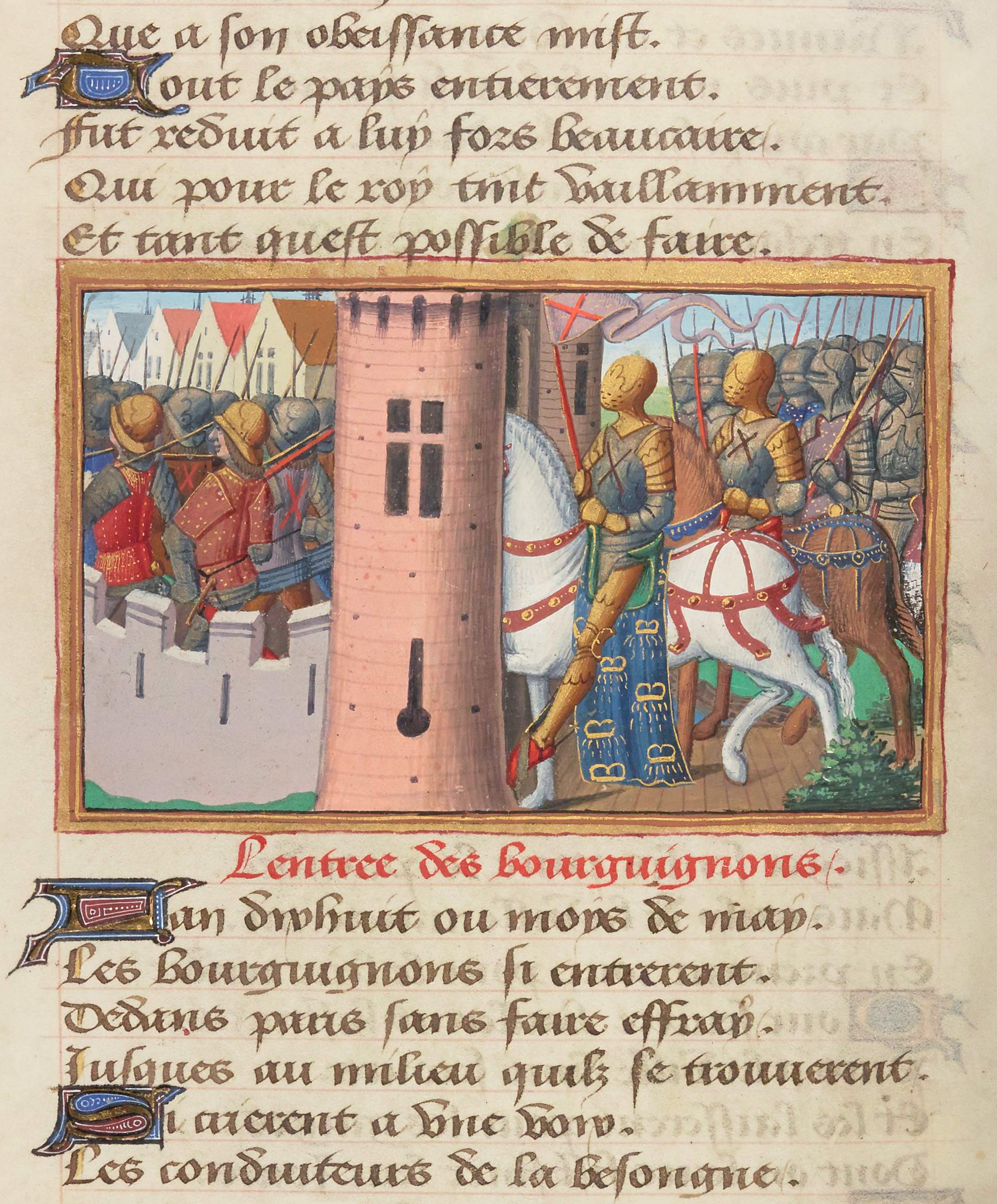
L'entrée des Bourguignons à Paris en 1418. Miniature tirée des Vigiles de la mort de Charles VII de Martial d'Auvergne, vers 1484.

Au mois d'août 1417, Henri V envahit la Normandie avec une force de 40 000 hommes et entame une conquête méthodique de la région, en commençant par assiéger Caen, qui capitule le 19 septembre. Entretemps, le 4 avril précédent, le dauphin Jean est mort subitement, certains y voyant un empoisonnement commandité par les Armagnacs. Le dernier fils de Charles VI et d'Isabeau, Charles, comte de Ponthieu, devient le nouveau dauphin à quatorze ans. Fiancé depuis le 18 décembre 1413 à Marie d'Anjou et allié aux Armagnacs, le dauphin Charles approuve la mise à l'écart par le comte d'Armagnac de sa mère, qu'il juge soumise à l'influence du duc de Bourgogne. Isabeau de Bavière est envoyée en exil, sous la surveillance des Armagnacs, à l'abbaye de Marmoutier, privée de ses biens personnels et séparée de ses enfants ainsi que de ses dames de compagnie. Elle ne pardonnera jamais à son dernier fils cette mésaventure et accueille avec allégresse le duc de Bourgogne, qui la délivre en novembre 1417 et l'installe à Troyes afin, selon Michel Pintoin, de prendre le contrôle de son autorité. Dès lors, Isabeau maintient son alliance avec le duché de Bourgogne jusqu'à la fin de son règne.

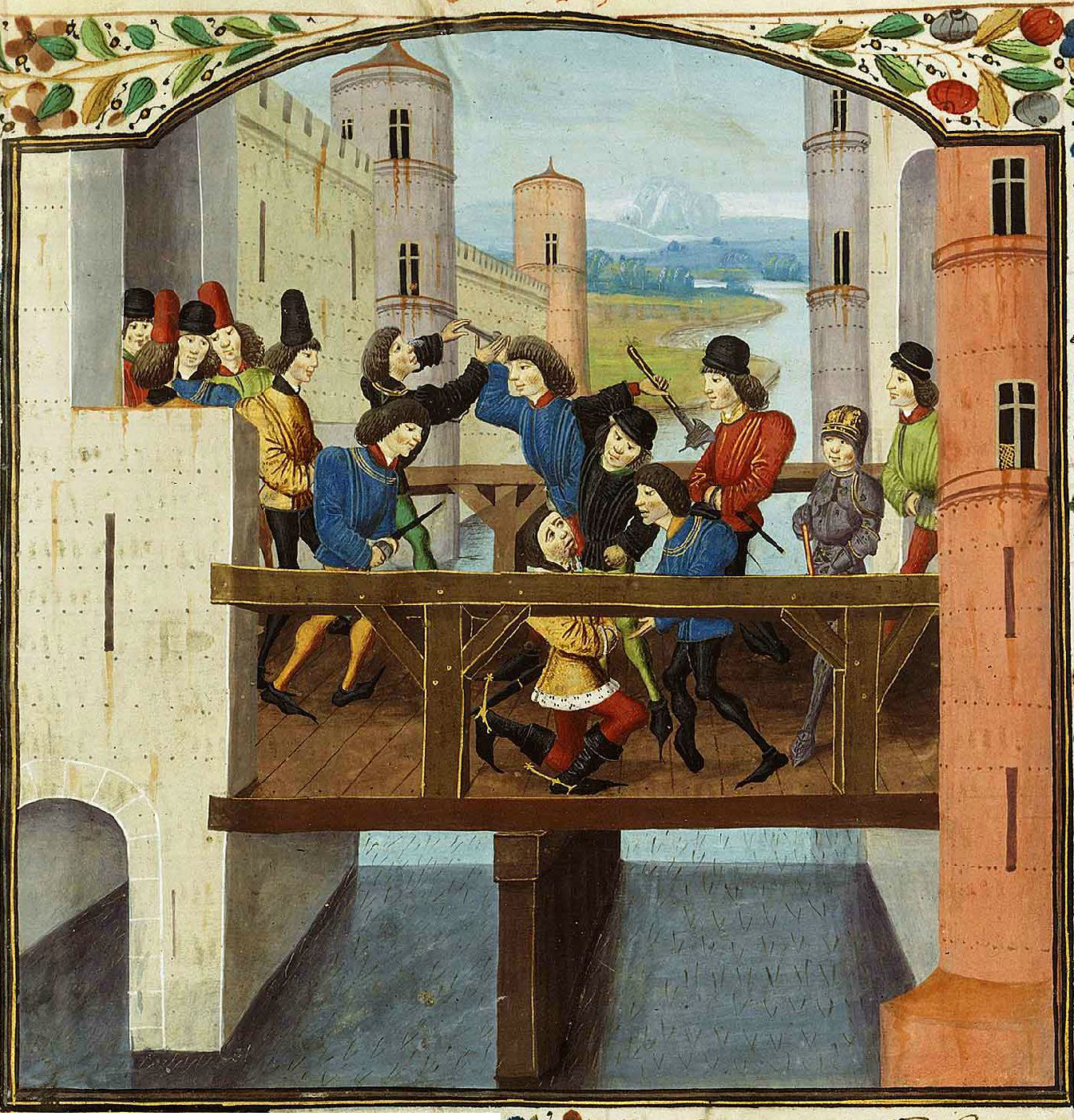
L'assassinat de Jean Ier de Bourgogne au pont de Montereau. Enluminure du Maître de la Chronique d'Angleterre, vers 1470-1480.

Après son établissement à Troyes, Isabeau de Bavière assume la régence au nom de Charles VI mais, en janvier 1418, elle abandonne cette fonction à Jean Ier de Bourgogne. Ensemble, ils abolissent la Chambre des comptes de Paris et arrachent le 29 mai 1418 le contrôle de la capitale aux Armagnacs, qui sont massacrés peu après. Pendant ce temps, le dauphin Charles est évacué par ses partisans le 1er juin et s'enfuit à Bourges où, le 24 du même mois, il s'autoproclame régent du royaume au nom de son père. Selon Michel Pintoin, il refuse l'invitation de sa mère de la rejoindre pour entrer dans Paris, où elle s'installe avec le duc de Bourgogne le 14 juillet. Le 16 septembre 1418, le dauphin rejette une nouvelle tentative de médiation proposée par sa mère dans le traité de Saint-Maur qui, sous couvert d'un rapprochement avec le duc de Bourgogne, vise à le placer sous tutelle bourguignonne. Face à la progression inexorable d'Henri V, qui s'empare de la totalité de la Normandie avec la reddition de Rouen le 19 janvier 1419, le duc de Bourgogne décide de négocier avec le dauphin, qui accepte de le rencontrer lors de la paix du Ponceau le 11 juillet suivant. Une nouvelle rencontre est organisée à Montereau le 10 septembre 1419, lors de laquelle les partisans armagnacs du dauphin prennent ombrage de l'insolence du duc de Bourgogne et en profitent pour l'assassiner au cours d'une mêlée houleuse.

### Traité de Troyes, dernières années et mort

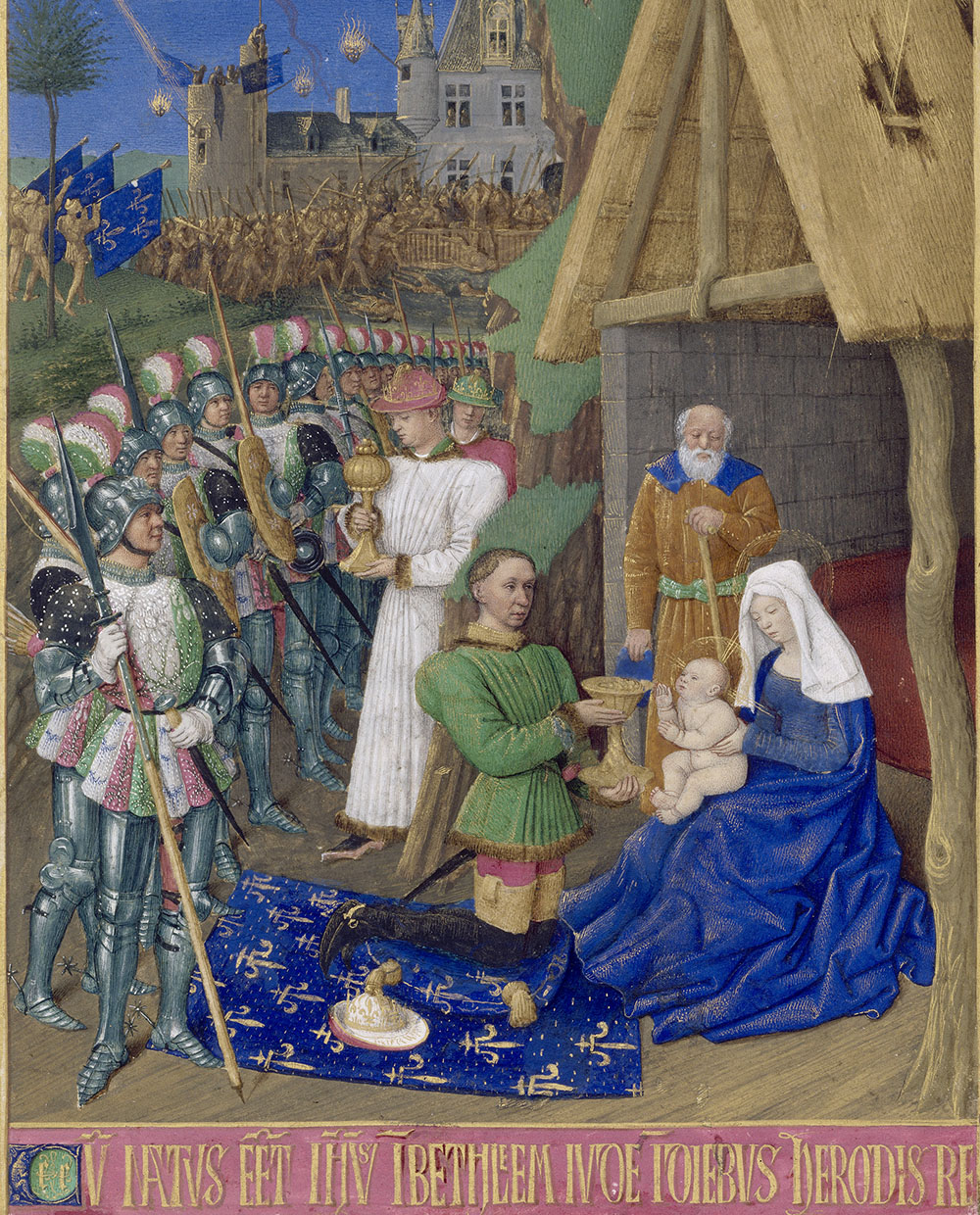
Représentation du futur Charles VII. Miniature de Jean Fouquet, vers 1452-1460.

Le dauphin est immédiatement accusé par ses adversaires d'avoir commandité l'assassinat de Jean Ier de Bourgogne. Fou de rage, son fils Philippe III de Bourgogne décide de faire cause commune avec Henri V d'Angleterre, ce qui place tant le dauphin que la reine dans une situation intenable. Au début de l'année 1420, le roi d'Angleterre envoie plusieurs émissaires auprès d'Isabeau de Bavière pour s'entretenir avec elle de l'avenir du royaume de France. Selon Tracy Adams, Isabeau « céda à ce qui devait être un argument convaincant du messager d'Henri V » et consent à persuader son époux de traiter avec les Anglais. En apprenant l'assassinat de Jean Ier de Bourgogne, Charles VI dénonce les actions de son dernier fils, le déshérite de la succession au trône en raison de ses « crimes énormes » et lui fait savoir qu'il s'est « rendu indigne de succéder au trône ou à tout autre titre »,. Les prochains héritiers potentiels de Charles VI sont les fils de son frère Louis Ier d'Orléans, dont l'aîné Charles et le benjamin Jean sont en captivité en Angleterre,, ce qui semble convaincre le roi de France d'accepter de promettre sa succession au roi d'Angleterre, qui revendique formellement le trône de France en se référant à la revendication de son bisaïeul Édouard III en 1337. Des pourparlers officiels sont dès lors entamés entre Henri V et Charles VI.

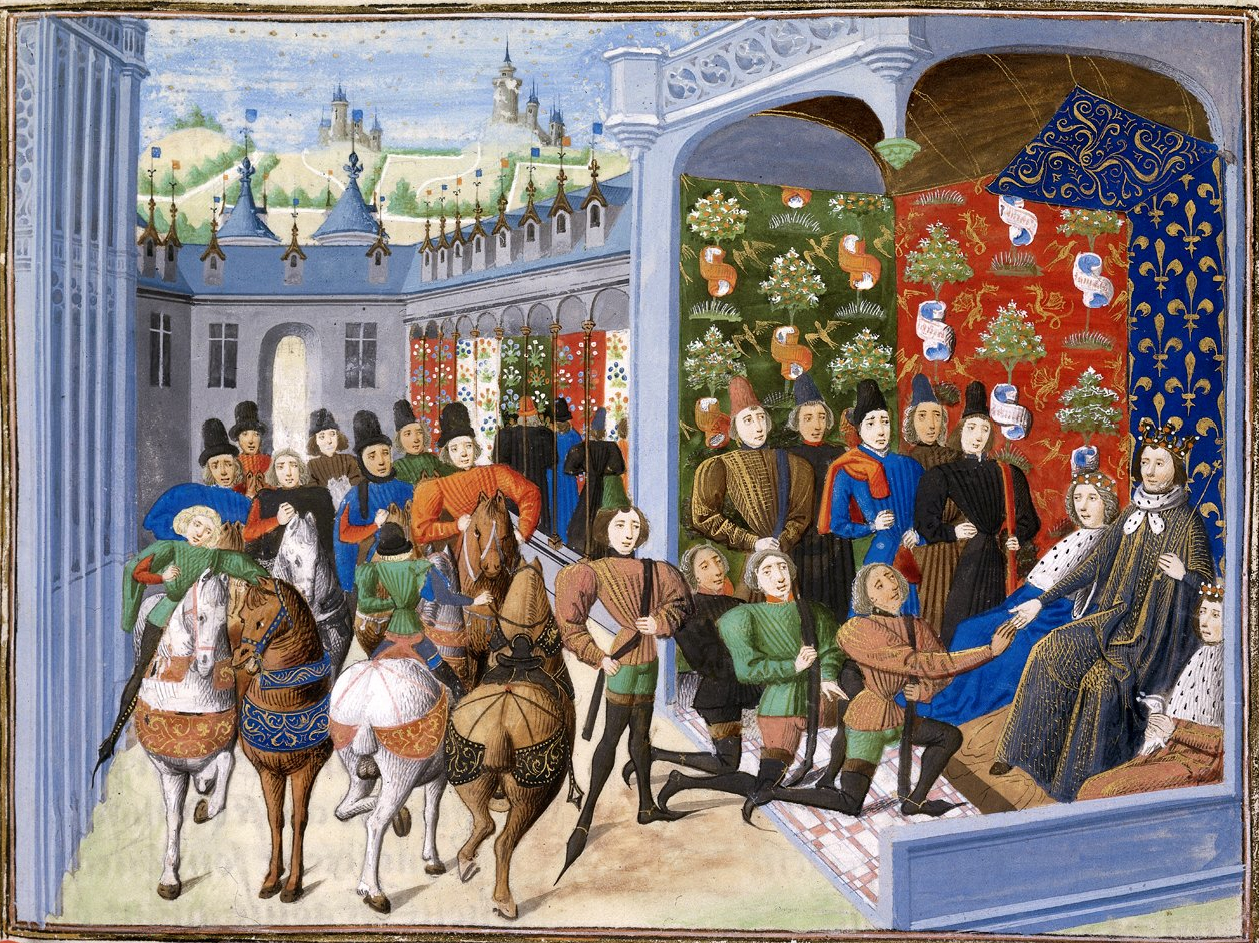
Isabeau de Bavière et Charles VI à la signature du traité de Troyes. Miniature tirée des Chroniques de Jean Froissart, vers 1470-1472.

En l'absence d'un héritier officiel au trône, Isabeau de Bavière accompagne son époux pour signer le traité de Troyes le 21 mai 1420. Rachel Gibbons précise toutefois que « le traité ne fait que confirmer le statut de hors-la-loi [du dauphin] ». La maladie de Charles VI l'empêche de signer le traité, ce qui oblige Isabeau à le remplacer et, selon Gibbons, « lui donne la responsabilité perpétuelle d'avoir abandonné la France ». Pendant de nombreux siècles, Isabeau sera accusée d'avoir sacrifié le royaume de France aux intérêts d'Henri V. En vertu des termes du traité, Charles VI demeure roi de France pour le restant de ses jours, mais Henri V, qui épouse le 2 juin 1420 sa fille Catherine afin de conforter sa position, devient l'héritier du trône, conserve le contrôle des territoires qu'il a conquis en Normandie et officie comme régent du royaume de France au nom de son beau-père. Quant à la légitimité à succéder du « soi-disant dauphin », elle est niée dans le traité et des rumeurs attribuant sa paternité à Louis Ier d'Orléans sont colportées par les Bourguignons.
Charles VI demeure par la suite à l'Hôtel Saint-Paul dans la capitale désormais aux mains des Anglais et y meurt le 21 octobre 1422. En vertu du traité de Troyes, son petit-fils Henri VI d'Angleterre lui succède sur le trône, Henri V étant mort prématurément le 31 août précédent, permettant ainsi l'avènement d'une double monarchie franco-anglaise. Cela n'empêche pas le dauphin de s'autoproclamer roi le 30 octobre 1422 sous le nom de Charles VII : en vertu des lois fondamentales du royaume, il souligne que le roi appartient à la couronne, et non l'inverse, et proclame que la couronne est indisponible, ce qui signifie qu'il n'appartient pas au roi ou à un conseil de désigner son successeur, mais qu'elle se transmet par la simple force de la coutume, et que le roi n'a pas le pouvoir de l'engager à une puissance étrangère, comme Charles VI l'a lui-même fait en approuvant le traité de Troyes. Quant à Isabeau de Bavière, elle s'installe à l'Hôtel Saint-Paul avec sa belle-sœur Catherine d'Alençon, où elle mène une existence reculée,. Toutefois, des rumeurs circulent sur son sujet, notamment sur une prétendue liaison avec Pierre II de Giac, un fonctionnaire au service de Charles VII que ce dernier fait exécuter par noyade en février 1427,, mais plus probablement pour ses divergences d'opinion avec lui. Ces nombreuses rumeurs d'infidélité concernant Isabeau sont exploitées tant par les partisans de Charles VII que par ceux d'Henri VI : les premiers l'opposent en 1429 à Jeanne d'Arc, dont ils soulignent la vertu et la pureté, et clament que « la France, perdue par une femme, serait un jour sauvée par une vierge », tandis que les seconds insistent sur sa liaison supposée avec Louis Ier d'Orléans dans le pamphlet Pastorelet.

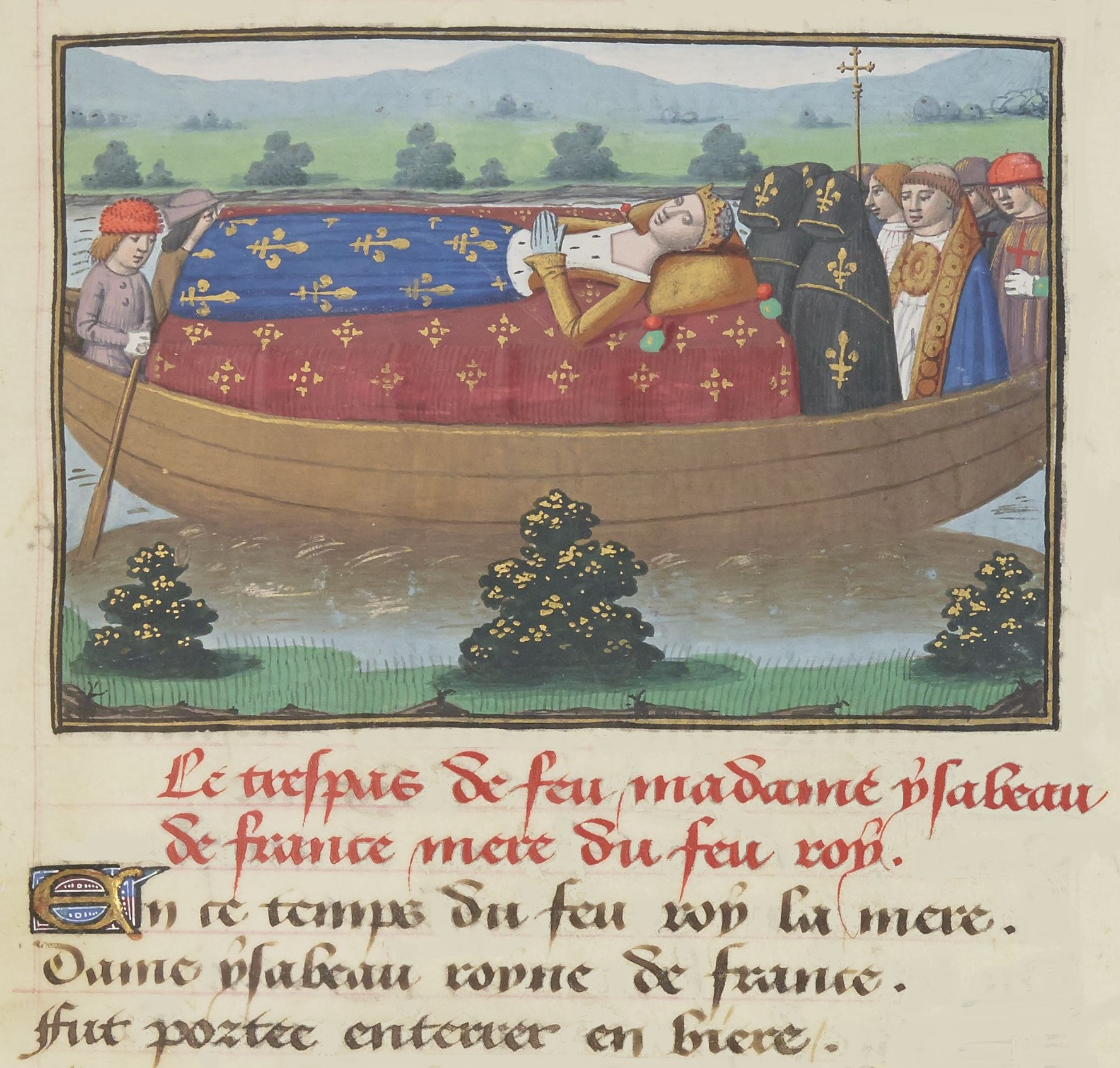
Le transport du cercueil d'Isabeau de Bavière sur la Seine. Miniature tirée des Vigiles de la mort de Charles VII de Martial d'Auvergne, vers 1484.

Au cours de l'épopée de Jeanne d'Arc qui permet le sacre de Charles VII en la cathédrale Notre-Dame de Reims le 17 juillet 1429, les accusations d'illégitimité du souverain nouvellement sacré sont à nouveau colportées par les Anglais, de même que des rumeurs d'empoisonnement de ses frères aînés par leur mère. Le 2 décembre 1431, Isabeau de Bavière reçoit la visite de son petit-fils Henri VI, qui s'apprête à être sacré roi de France en la cathédrale Notre-Dame de Paris. Elle meurt finalement dans la plus stricte indifférence le 24 septembre 1435, avec à ses côtés seulement sa belle-sœur Catherine d'Alençon et ses dames d'honneur Amelie von Orthenburg et la dame de Moy. Son décès survient trois jours après la signature du traité d'Arras, qui scelle la réconciliation entre Charles VII et Philippe III de Bourgogne : plusieurs chroniqueurs affirment qu'elle aurait pleuré à l'annonce de cette nouvelle. Ses obsèques se réduisent à leur plus simple expression : son cercueil n'est pas amené à la basilique de Saint-Denis, récemment reprise aux Anglais par Charles VII, en carrosse et par la rue Saint-Denis comme le veut l'usage pour les rois et les reines de France, mais est posé dans une barque qui navigue de nuit dans la plus grande discrétion du port Saint-Landry de Paris à Saint-Denis en suivant les courbes de la Seine. Son tombeau, situé initialement dans la rotonde des Valois avant d'être déplacé dans la nécropole royale, est profané le 17 octobre 1793 par les révolutionnaires.

## Héritage

### Évaluation et représentation
Globalement jusqu'au XXe siècle, Isabeau de Bavière a été systématiquement considérée par les historiens comme une dirigeante déraisonnable, faible et indécise. Les historiens modernes l'analysent aujourd'hui comme une dirigeante exceptionnellement active pour une reine de son époque, contrainte d'assumer des responsabilités en raison de la maladie de Charles VI, et pensent que ses critiques ont accepté des interprétations biaisées de son rôle dans les négociations avec l'Angleterre, qui ont abouti au traité de Troyes, et dans les rumeurs de son infidélité conjugale avec Louis Ier d'Orléans. Rachel Gibbons rappelle que le devoir d'une reine au XIVe siècle était d'assurer la succession de la couronne et de soutenir son époux, deux domaines dans lesquels les historiens insistent sur les échecs d'Isabeau, qui ont contribué à la catégoriser comme l'une des pires reines de l'Histoire de France. Gibbons précise d'ailleurs que même son apparence physique est incertaine : les représentations qu'on a faites d'elle varient selon qu'elle doit être présentée comme une bonne ou une mauvaise reine. Isabeau de Bavière a été accusée d'être une mauvaise mère, « d'inceste, de corruption morale, de trahison, d'avarice et de débauche... d'aspirations et d'engagements politiques ». Tracy Adams remarque toutefois que les historiens ont réévalué sa réputation à la fin du XXe siècle, l'exonérant d'un certain nombre de ces accusations, et que, pour sa part, elle admet qu'elle a cru aux allégations portées contre Isabeau jusqu'à ce qu'elle cherche dans les chroniques contemporaines, où elle a trouvé peu de preuves contre la reine, si ce n'est que beaucoup de rumeurs provenaient de quelques passages seulement, et en particulier de l'écriture pro-bourguignonne de Michel Pintoin.

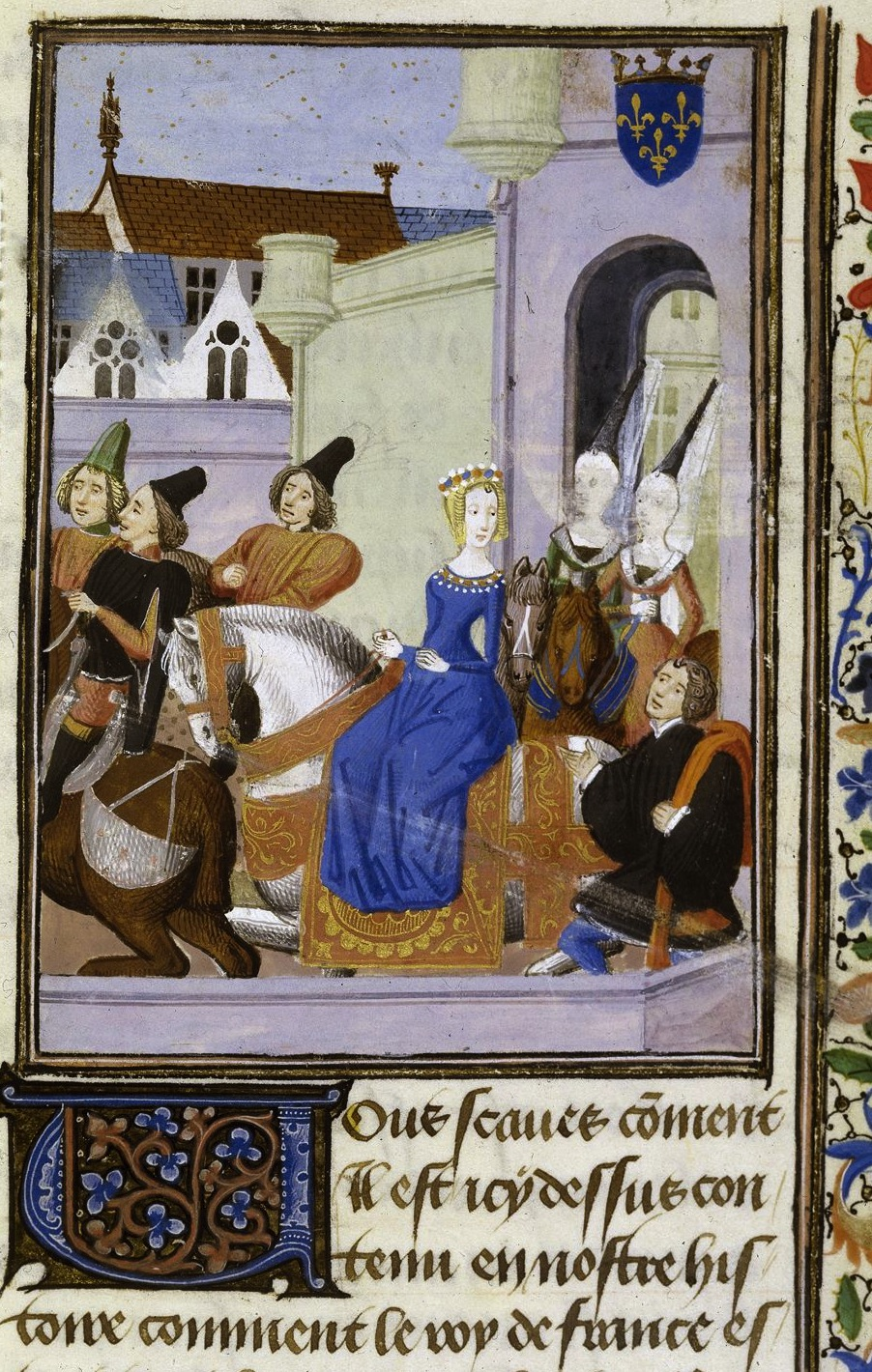
Valentine Visconti contrainte de quitter Paris après avoir été accusée de sorcellerie. Miniature tirée des Chroniques de Jean Froissart, vers 1470-1472.

Au moment où apparaît la maladie de Charles VI, des rumeurs circulent quant à son affaiblissement et son incapacité à gouverner, auxquels Isabeau de Bavière ne serait pas étrangère. Dès les années 1390, des accusations de sorcellerie sont proférées à l'encontre de la cour et de la reine. D'ailleurs, en 1397, Valentine Visconti, la belle-sœur d'Isabeau, est contrainte de quitter Paris après avoir été accusée d'utiliser de la magie. La maladie du roi attire à la cour des magiciens prêts à faire des promesses de guérison, souvent utilisées comme outils politiques par les différentes factions. Les Bourguignons dressent même une liste de personnes accusées d'avoir envoûté Charles VI, dans laquelle sont mentionnés Isabeau et Louis Ier d'Orléans. Les accusations d'adultère à l'encontre d'Isabeau sont elles aussi nombreuses. Selon les écrits de Michel Pintoin, « [Orléans] s'accrochait un peu trop à sa belle-sœur, la jeune et jolie Isabeau de Bavière, la reine. Cette ardente brune avait vingt-deux ans, son mari était fou et son séduisant beau-frère aimait la danse, au-delà de cela on peut imaginer toutes sortes de choses ». Il les accuse ainsi d'avoir négligé le roi, de s'être comportés de manière scandaleuse et dépravée, et d'avoir « vécu les délices de la chair ». Tracy Adams souligne cependant que le prétendu adultère n'est suggéré que dans un seul paragraphe des chroniques de Pintoin et ne constitue donc pas une preuve tangible.

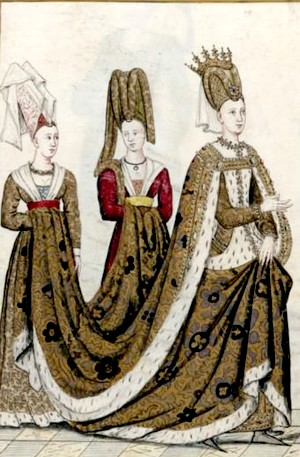
Représentation d'Isabeau de Bavière accompagnée de ses dames d'honneur datant de la fin du XVIIe siècle ou du début du XVIIIe siècle, au moment où est dressée sa légende noire. Dessin de François Roger de Gaignières.

Aux accusations de sorcellerie et d'adultère proférées contre Isabeau de Bavière s'ajoute celle de se livrer à une mode extravagante et coûteuse : la reine porte des robes pleines de bijoux et des coiffures tressées élaborées, enroulées en de hautes coquilles couvertes de larges hennins doubles qui, selon les chroniqueurs contemporains, nécessitent des portes élargies pour pouvoir circuler. L'écrivain Brantôme remarque dans les écrits qu'il rédige à propos de Marguerite de Valois, la première épouse d'Henri IV, à la fin du XVIe siècle : «  On donne le loz à la reyne Isabelle de Bavière d'avoir apporté en France les pompes et les gorgiasetez pour bien habiller superbement et gorgiasement les dames ». En 1406, un pamphlet satirique pro-bourguignon en vers allégoriques accuse Isabeau de Bavière d'entraîner le royaume dans une guerre civile en raison de son indolence et la décrit comme une Allemande « à la tête vide », lui reprochant en outre qu'elle « ne prenait plaisir à une nouvelle grossesse que dans la mesure où on lui offrait de nouveaux cadeaux ». 
Aux XVIIIe et XIXe siècles, Isabeau de Bavière a été décrite comme « une reine adultère, luxueuse, indiscrète, intrigante et dépensière », négligeant ses réalisations et son influence politiques. Le pamphlet Les crimes des reines de France, depuis le commencement de la monarchie jusqu'à Marie-Antoinette, écrit par Louise-Félicité de Keralio en 1791 pendant la Révolution, s'intéresse aux « mauvaises » reines de France avant Marie-Antoinette d'Autriche et constitue, selon Tracy Adams, le lieu où « la légende noire d'Isabeau atteint sa pleine expression dans une attaque violente contre la royauté française en général et les reines en particulier ». L'écrivaine écrit au sujet d'Isabeau de Bavière : « Isabeau fut élevée par les furies pour provoquer la ruine de l'État et le vendre à ses ennemis ; Isabeau de Bavière apparut, et son mariage, célébré à Amiens le 17 juillet 1385, sera considéré comme le moment le plus horrible de notre histoire ». Quant à Donatien Alphonse François de Sade, il dépeint dans son roman Histoire secrète d'Isabelle de Bavière, reine de France, écrit en 1813, l'amour passionné d'Isabeau avec le duc d'Orléans, qu'Adams analyse ainsi : « En soumettant la reine à son idéologie de galanterie, [le marquis de Sade] donne à sa rage une violence froide et calculatrice [...] Il a admis être parfaitement conscient que les accusations portées contre la reine sont sans fondement ».

### Patronage artistique

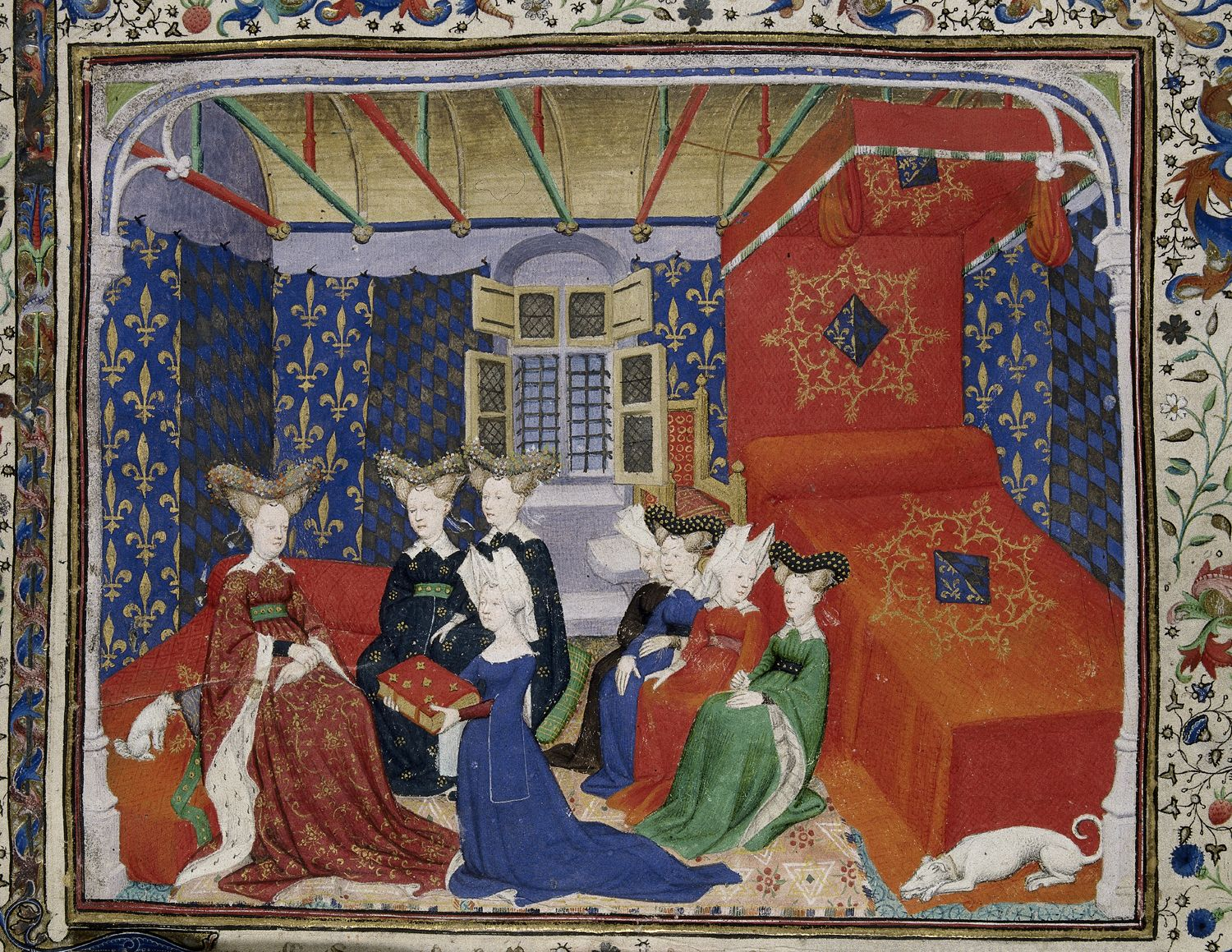
Christine de Pizan offrant La Cité des dames à Isabeau de Bavière. Miniature tirée d'un parchemin, vers 1410-1414.

Comme de nombreuses reines de la maison de Valois, Isabeau de Bavière est une collectionneuse d'art appréciée et est responsable de nombreuses commandes auprès d'orfèvres parisiens de somptueuses pièces en or recouvertes d'émail sur ronde-bosse. Aux étrennes du 1er janvier 1405, elle offre à son époux le Goldenes Rössl (connu aussi sous le nom de La Vierge à l'Enfant en un jardin en manière de treilles), une pièce d'orfèvrerie parisienne aujourd'hui conservée dans la collégiale Saint-Philippe-et-Saint-Jacques d'Altötting,. La coutume romaine des étrennes a été ravivée par Charles VI pour établir un rang et des alliances pendant cette période de factionnalisme et de guerre. Le Goldenes Rössl est pourtant la seule étrenne documentée de l'époque qui ait subsisté. Pesant 26 livres, la pièce d'or, incrustée de rubis, de saphirs et de perles, représente la Vierge en majesté portant sur ses genoux l'Enfant Jésus, devant laquelle sont agenouillés saint Jean-Baptiste, saint Jean l'Évangéliste et Charles VI en adoration. Isabeau de Bavière poursuit également la coutume des étrennes avec Jean Ier de Berry à l'occasion de ce même Nouvel An : l'une des pièces qui subsistent est une statuette de sainte Catherine d'Alexandrie en ronde-bosse.

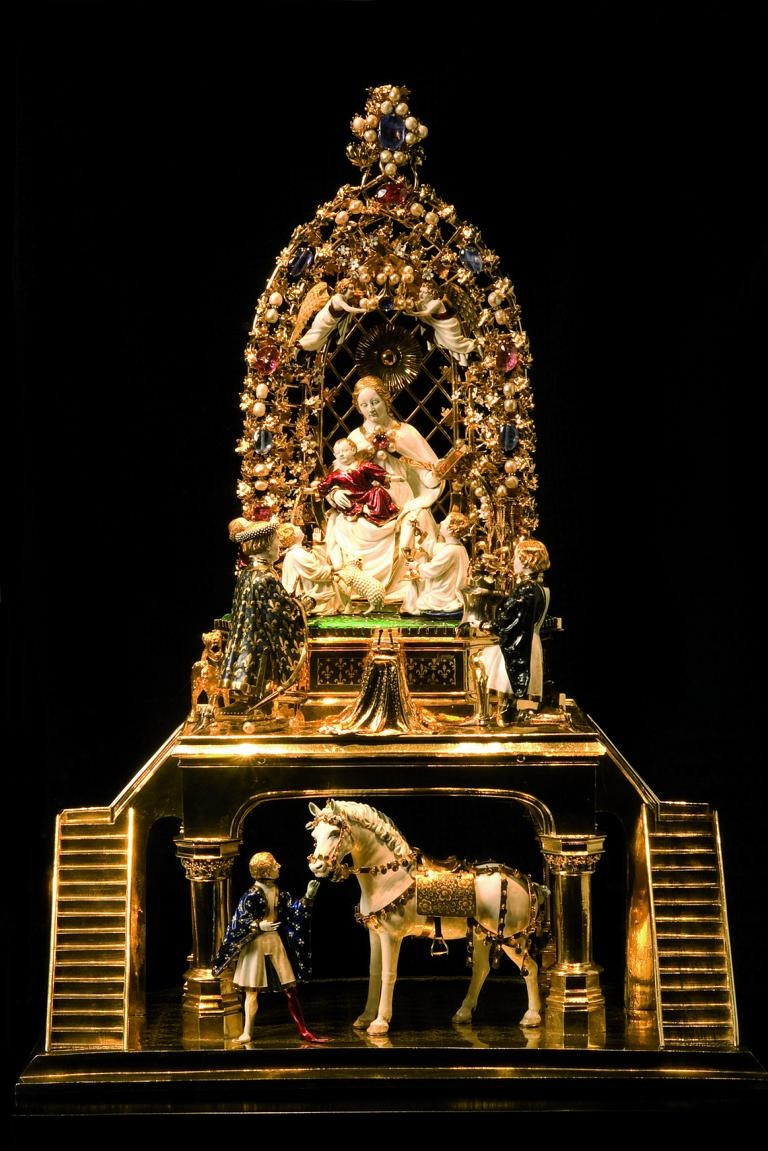
Le Goldenes Rössl, offert à Charles VI par Isabeau de Bavière en 1405.

La philosophe et poétesse Christine de Pizan sollicite à trois reprises le patronage d'Isabeau de Bavière. La première fois, en 1402, elle lui envoie une compilation de son argumentation littéraire dans le cadre de la querelle sur le Roman de la Rose, dans laquelle elle remet en cause le concept d'amour courtois et n'hésite pas à s'exclamer dans une lettre : « Je suis fermement convaincue que la cause féminine est digne d'être défendue. C'est ce que je fais ici et ce que j'ai fait avec mes autres œuvres ». En 1410 et 1411, Christine de Pizan sollicite de nouveau Isabeau de Bavière et, en 1414, elle parvient à lui présenter un exemplaire enluminé de ses œuvres. Dans son ouvrage La Cité des dames, Christine de Pizan fait l'éloge de la reine de France avec ferveur et, de nouveau dans la collection enluminée de l'Epistre Othea, que la savante Karen Green considère pour la poétesse comme « le point culminant de quinze années de service au cours desquelles Christine a formulé une idéologie qui soutenait le droit d'Isabeau à régner en tant que régente en cette période de crise ». Enfin, Christine de Pizan n'oublie pas de louer la grande piété d'Isabeau de Bavière, qui est d'ailleurs attestée par le fait que, dans son testament, la reine lègue de nombreux biens et effets personnels à la cathédrale Notre-Dame de Paris, à la basilique Saint-Denis et au prieuré Saint-Louis de Poissy.

## Descendance
De son mariage avec Charles VI, roi de France, Isabeau de Bavière a douze enfants, dont les dates et lieux de naissances sont globalement bien documentés, :
- Charles (25 septembre 1386 – 28 décembre 1386), premier dauphin, sans alliance ni postérité ;
- Jeanne (14 juin 1388 – 1390), sans alliance ni postérité ;
- Isabelle (9 novembre 1389 – 13 septembre 1409), épouse en premières noces le 31 octobre 1396 Richard II d'Angleterre, sans postérité, puis en secondes noces le 29 juin 1406 Charles Ier d'Orléans, d'où postérité ;
- Jeanne (24 janvier 1391 – 27 septembre 1433), épouse le 19 septembre 1396 Jean V de Bretagne, d'où postérité ;
- Charles (6 février 1392 – 13 janvier 1401), deuxième dauphin[111], sans alliance ni postérité ;
- Marie (24 août 1393 – 19 août 1438), abbesse au prieuré Saint-Louis de Poissy[110], sans alliance ni postérité ;
- Michelle (11 janvier 1395 – 8 juillet 1422), épouse en juin 1409 Philippe III de Bourgogne, d'où postérité ;
- Louis (22 janvier 1397 – 18 décembre 1415), troisième dauphin et duc de Guyenne, épouse le 31 août 1404 Marguerite de Bourgogne, sans postérité ;
- Jean (31 août 1398 – 4 avril 1417), quatrième dauphin et duc de Touraine, épouse le 18 novembre 1415 Jacqueline de Bavière, sans postérité ;
- Catherine (27 octobre 1401 – 3 janvier 1437), épouse en premières noces le 2 juin 1420 Henri V d'Angleterre, d'où postérité, puis en secondes noces entre 1428 et mai 1432 Owen Tudor[110], d'où postérité ;
- Charles VII (22 février 1403 – 22 juillet 1461), cinquième dauphin et comte de Ponthieu, roi de France du 21 octobre 1422 au 22 juillet 1461, épouse le 22 avril 1422 Marie d'Anjou[110], d'où postérité ;
- Philippe (10 novembre 1407 – 10 novembre 1407), sans alliance ni postérité.

Selon les historiens modernes, Isabeau de Bavière demeure proche de ses enfants pendant leur enfance : elle les fait voyager avec elle, leur achète des présents et des textes de dévotion et fait en sorte que ses filles soient éduquées. De plus, elle s'oppose à toute séparation avec ses fils, dont la coutume exige alors qu'ils soient envoyés dans des familles nobles pour y grandir. Michel Pintoin rapporte d'ailleurs que la reine se retrouve consternée par le contrat de mariage de son quatrième fils Jean, duc de Touraine, qui est envoyé vivre auprès des parents de sa fiancée Jacqueline de Bavière, et qu'elle maintient des correspondances étroites avec ses filles après leurs mariages. Enfin, dans le contexte d'une épidémie de peste qui éclate en juin 1399 à Paris, elle consent avec difficulté à se séparer de ses enfants pour les envoyer en sécurité et insiste pour garder auprès d'elle son plus jeune fils, Jean, jugé trop jeune pour entreprendre un long voyage. L'ordre des Célestins, conscient de son attachement très fort à ses enfants, accepte qu'Isabeau de Bavière, « quand et aussi souvent qu'elle le souhaite, [...] puisse entrer au monastère et à l'église... dans leurs vignes et leurs jardins, tant pour la dévotion que pour le divertissement et le plaisir d'elle-même et de ses enfants ».

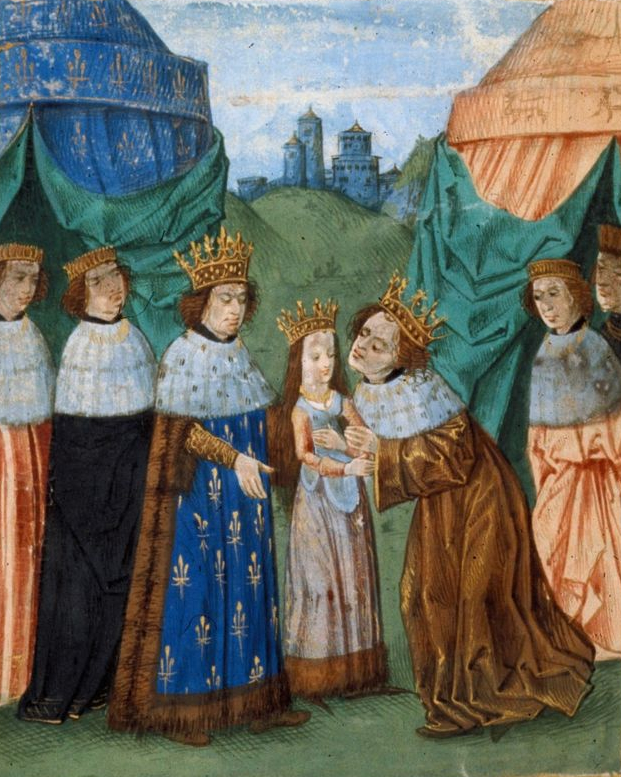
Le mariage d'Isabelle avec Richard II d'Angleterre. Miniature tirée des Chroniques de Jean Froissart, vers 1470-1472.
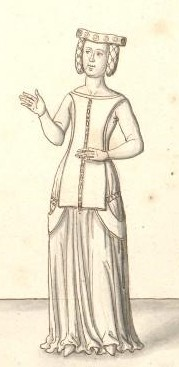
Jeanne, duchesse de Bretagne. Dessin de la fin du XVIIe siècle ou du début du XVIIIe siècle.
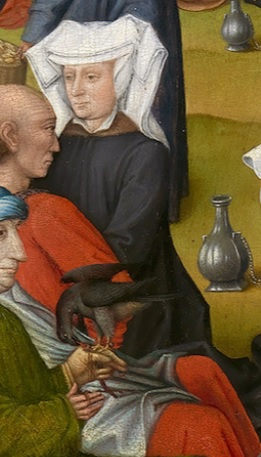
Michelle, duchesse de Bourgogne, coiffée d'un hennin blanc. Détail du Triptyque des Miracles du Christ, fin du XVe siècle.
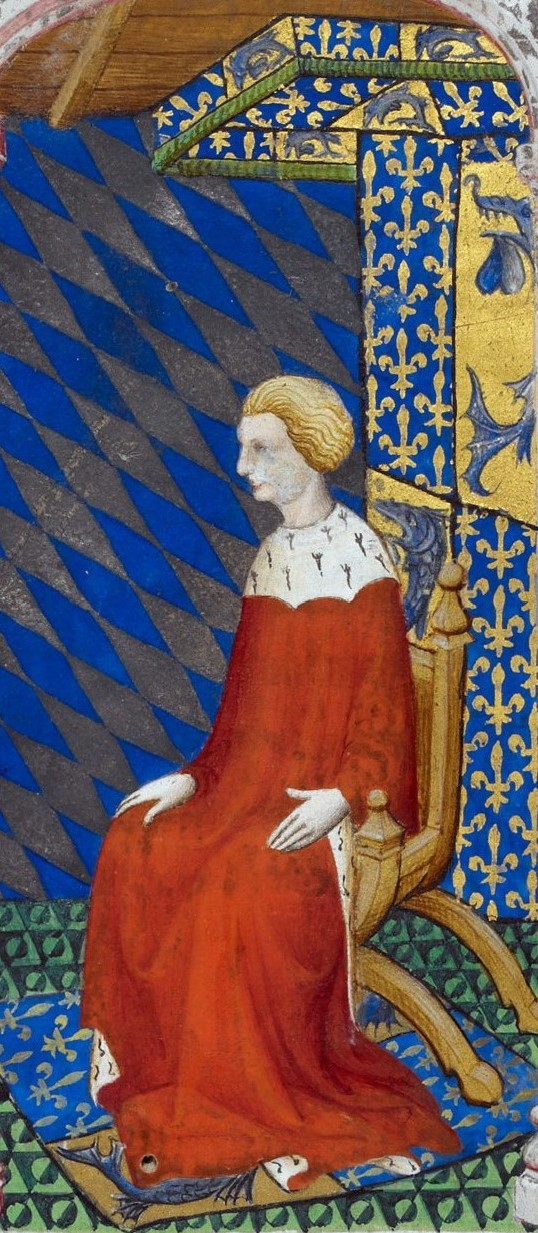
Louis, duc de Guyenne. Miniature tirée de Gesta Sancti Ludovici et Regis Philippi de Guillaume de Nangis, vers 1401-1415.
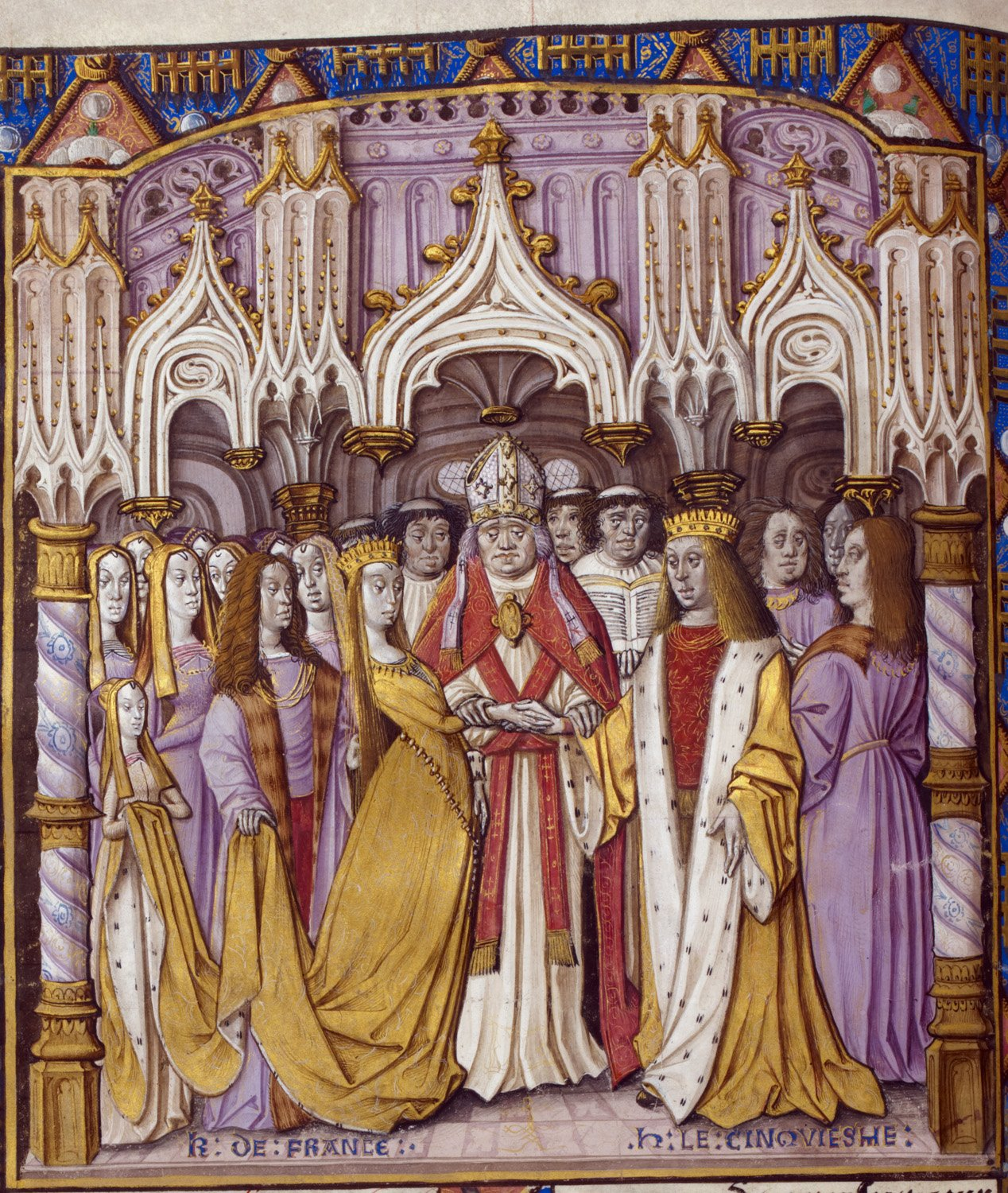
Le mariage de Catherine avec Henri V d'Angleterre. Miniature tirée de la Chronique du religieux de Saint-Denys, contenant le règne de Charles VI de 1380 à 1422 de Jean Chartier, avant 1494.
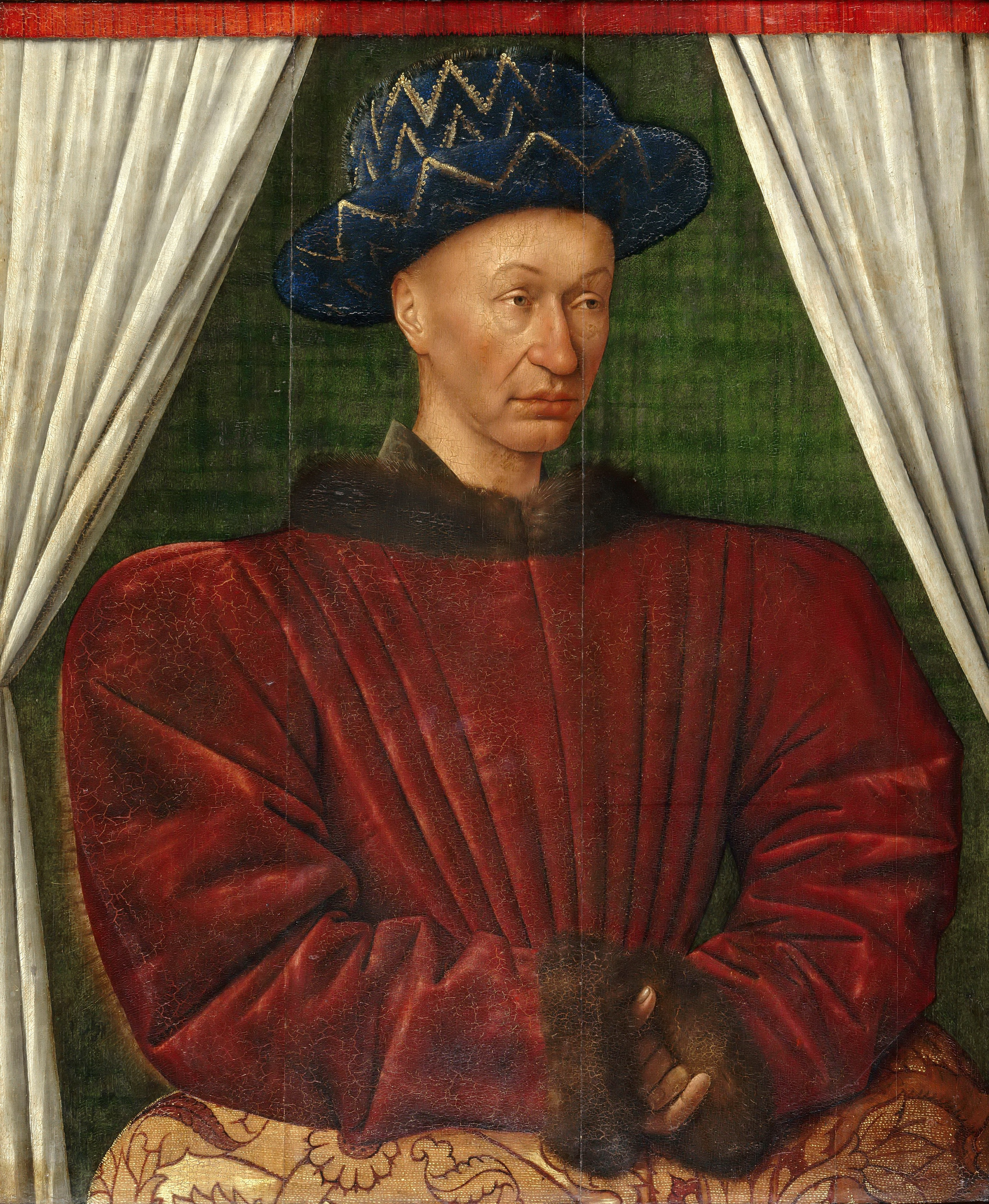
Charles VII, roi de France. Portrait de Jean Fouquet, vers 1445-1450.
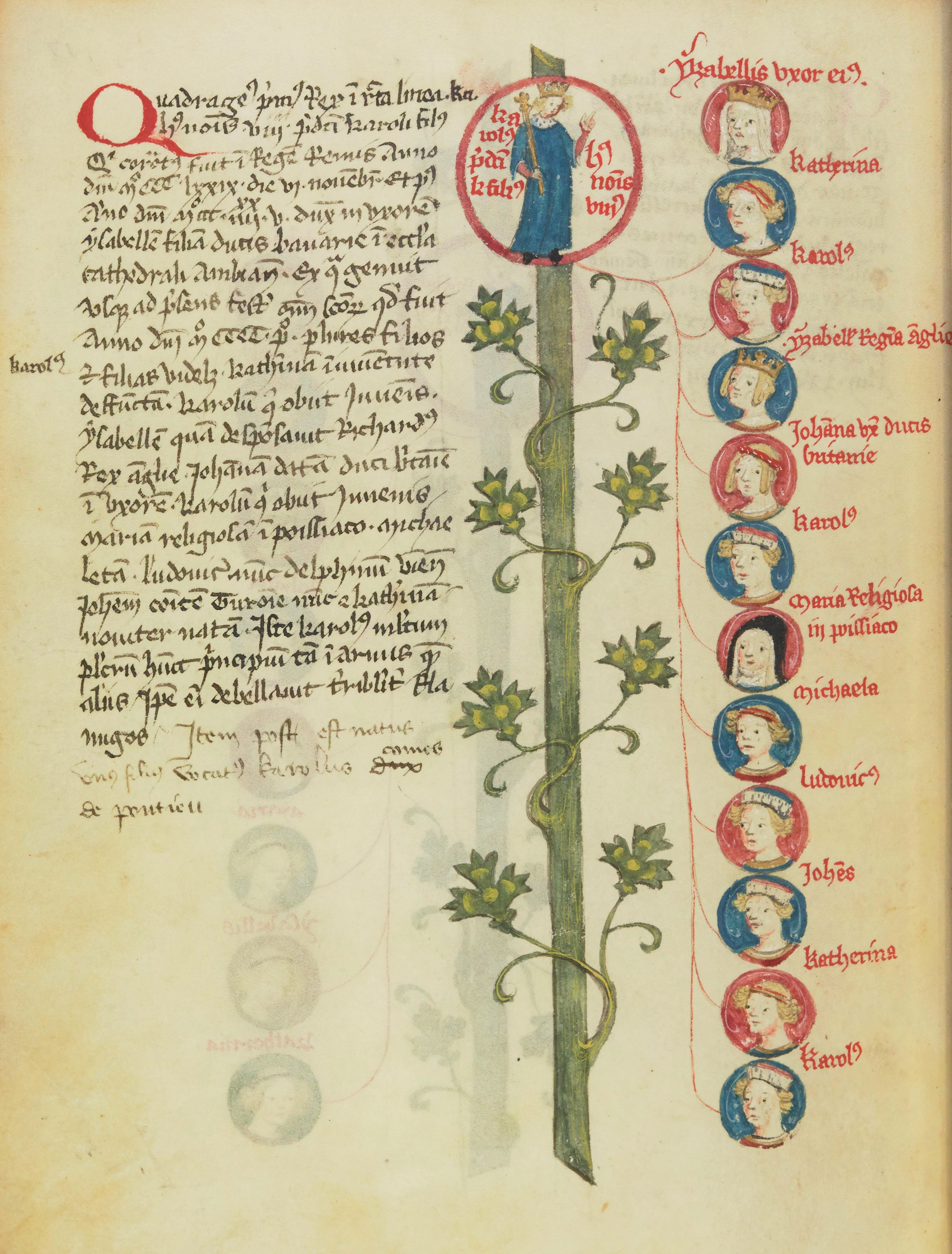
La descendance de Charles VI et d'Isabeau de Bavière. Miniature tirée de Arbor genealogica regum Franciae, XVe siècle.